# Église Notre-Dame-de-Bonabry de Fougères
Notre-Dame-de-Bonabry est une église catholique située à Fougères, dans le département d'Ille-et-Vilaine, en France.
Elle est dédiée à Notre-Dame de Bon Secours.

## Localisation
L'église est située en région Bretagne, dans le département français d'Ille-et-Vilaine, sur la commune de Fougères. L'édifice, cadastré section AI, numéro 620, est érigé sur une parcelle oblongue, au sein du quartier ouvrier de Bonabry. Lié au développement de l'industrie de la chaussure, ce dernier est localisé à proximité de la gare ferroviaire de Fougères. Il tire son nom d'un manoir converti en ferme après la Révolution et dont l'existence est attestée au moins depuis 1474.
 Le bâtiment apparaît isolé de toute autre construction, bordé au sud par la rue de Bonabry, au nord par la rue Kléber, et longé à l'ouest par la rue Abbé Joly, à l'est par la rue Abbé Bridel. Entourée de petits immeubles de rapport et autres pavillons, sa façade principale regardant l'antique patronage Jeanne-d'Arc et son croisillon gauche une ancienne usine de chaussures, Notre-Dame-de-Bonabry pâtit quelque peu d'un environnement quasiment exclusivement minéral : le parvis qui la précède ménage trop peu de recul pour en apprécier la façade, et les flancs de l'édifice sont seulement bordés de places de stationnement. En dépit de ses proportions respectables l'église peine à émerger au détour des rues voisines, n'écrasant en rien un quartier aujourd'hui essentiellement résidentiel, sans doute à raison de l'inachèvement de sa tour-clocher.

## Historique

### L'église
L'édifice, œuvre des architectes Henri Mellet et Charles Coüasnon, a été construit dans un style romano-byzantin empreint d'influences poitevines.

La nef date des années 1891-1893. La cérémonie de la pose de la première pierre se déroule le 3 juin 1891 en présence du cardinal Place. Cette partie de l'édifice, érigée sur des terrains acquis par le chanoine Joly, curé-archiprêtre de Saint-Léonard de Fougères, est rapidement menée à bien à l'automne 1892 par l'entrepreneur Henri Geoffroy. La bénédiction n'a toutefois lieu que le 13 juin 1893. En effet, une chapelle de secours ne pouvant être abritée dans un édifice propriété d'un particulier, l'ecclésiastique est contraint entre-temps d'en faire don à la ville de Fougères de sorte que le préfet d'Ille-et-Vilaine y autorise, par arrêté du 28 mars 1893, l'exercice provisoire du culte. Contrairement à l'inscription qui figure sur l'un des piliers de la nef, Mgr Gonindard, archevêque de Rennes, ne préside pas la cérémonie d'ouverture, étant décédé inopinément le 17 mai précédent au retour d'une tournée de confirmation à Combourg.

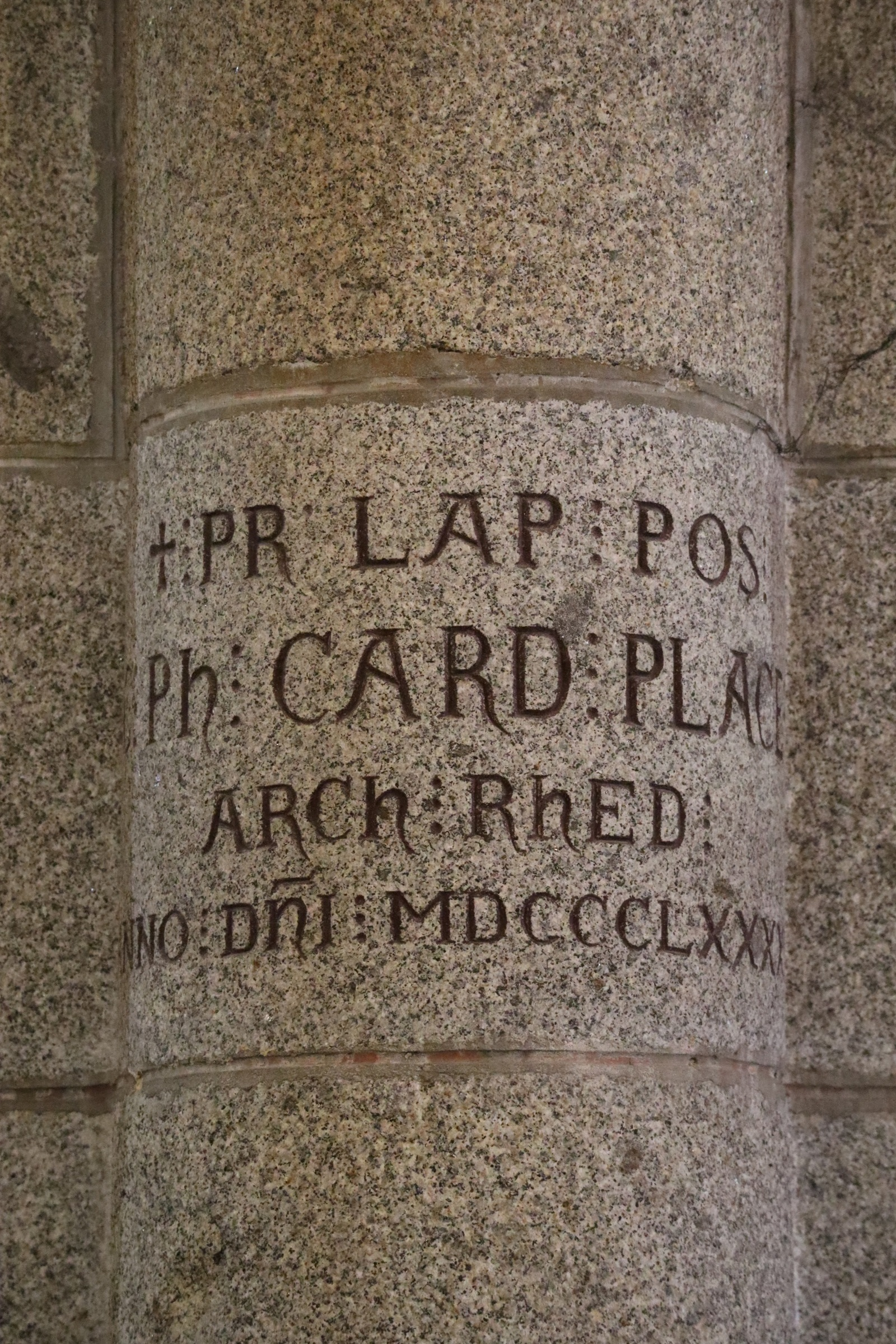
Inscription commémorant la pose de la première pierre.
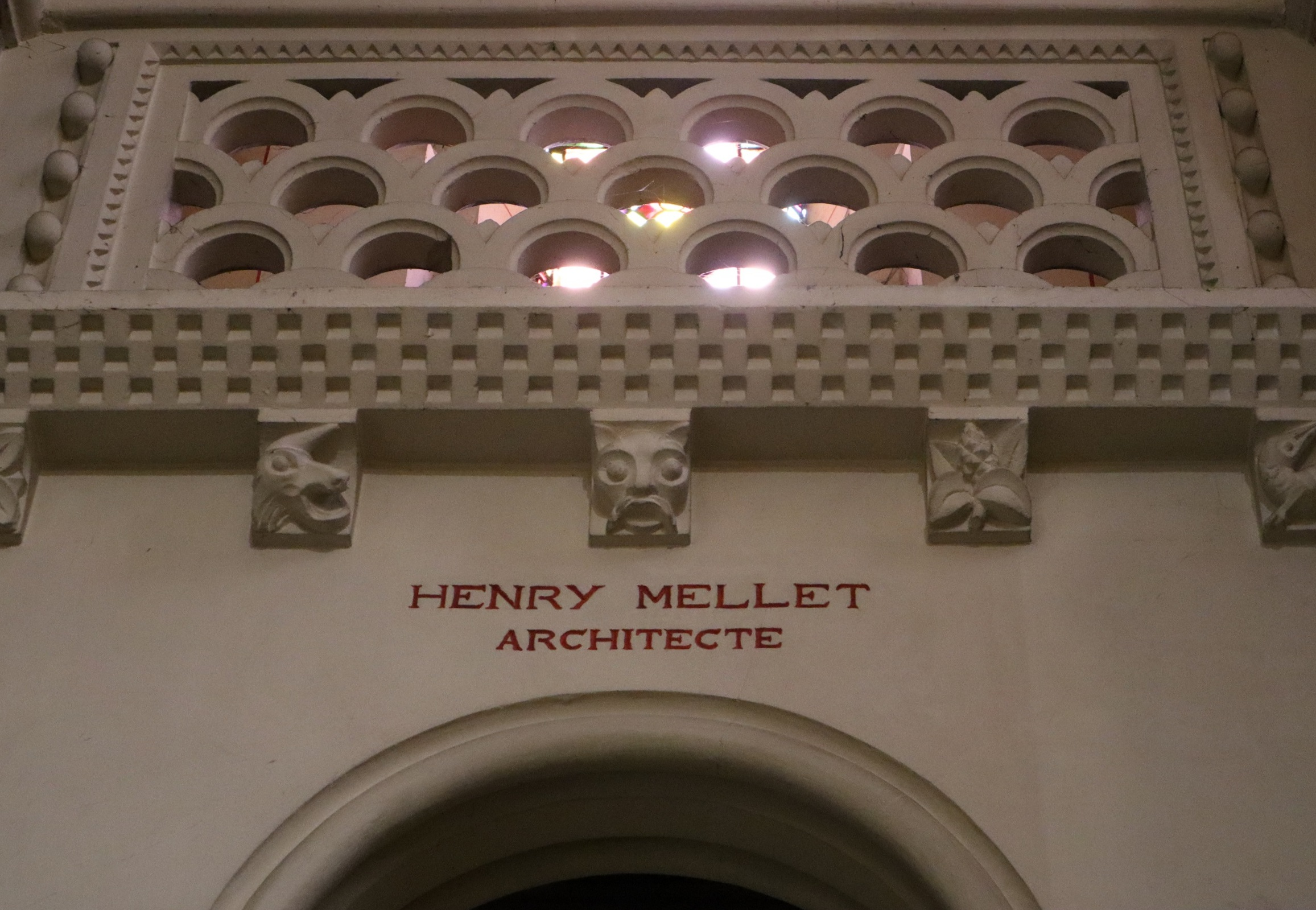
Nom de l'architecte porté par la tribune de l'église.
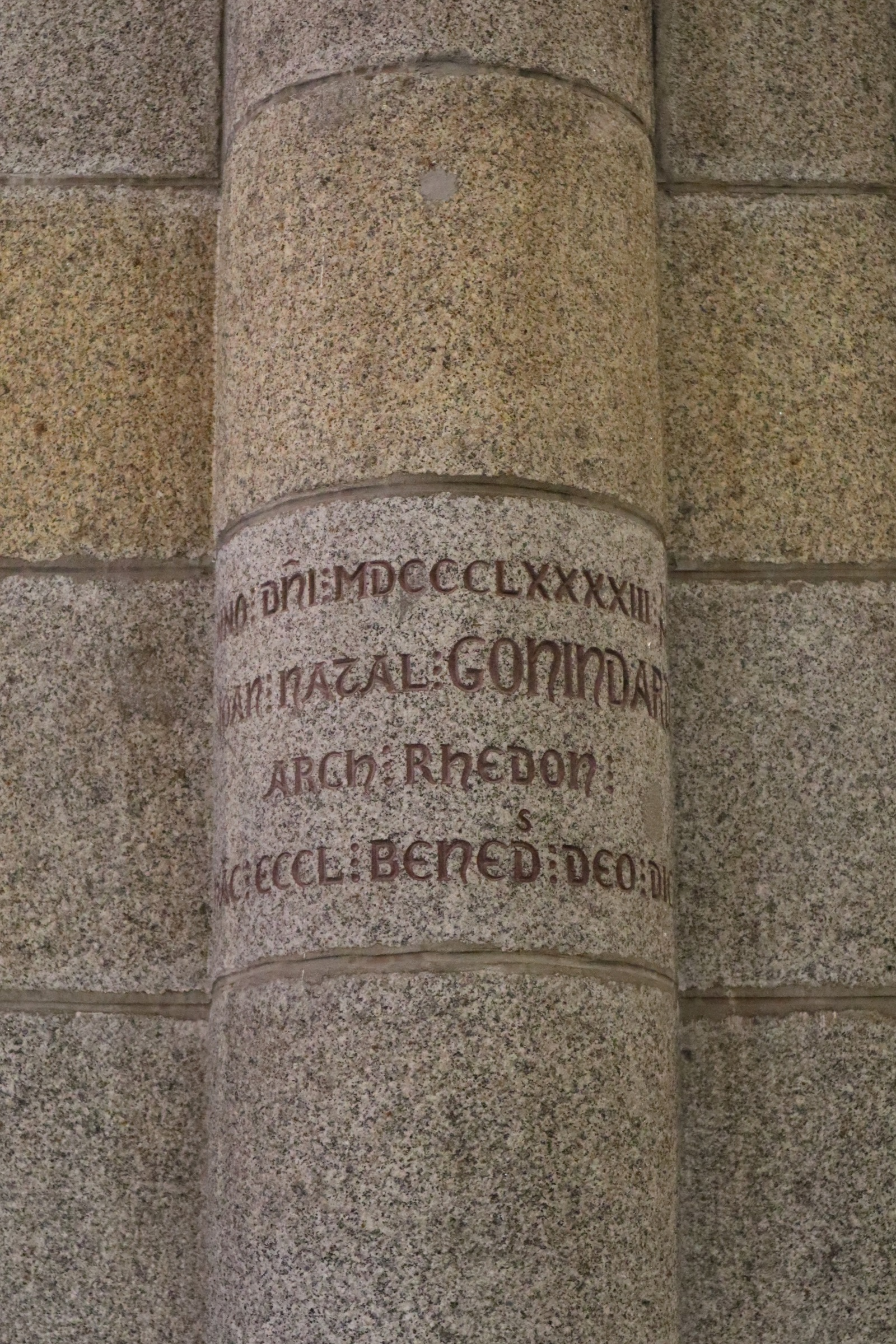
Inscription commémorant la bénédiction de la nef.

Le transept est édifié en 1903, et le chœur en 1925.

Par suite des bombardements ayant frappé Fougères les 6 et 9 juin 1944, l'église, partiellement détruite, a été restaurée. Ces derniers travaux n'ont pas permis d'achever le clocher situé à la jonction du transept droit et du chœur. Les chapiteaux du chœur ont été sculptés par Eugène Aulnette.
L'église se singularise par l'attachement des architectes à jouer de la polychromie des matériaux ( granit gris et roux, tuffeau blanc, schiste, bleu des ardoises, rouge des briques). Par ailleurs, il convient de signaler un abondant décor sculpté, tant à l'intérieur (chapiteaux) qu'à l'extérieur (portail, fronton, piles et tourelles de la façade principale).

## Architecture

### Extérieur

#### Façade principale
Érigée sur un haut soubassement formé par cinq assises de granite gris en grand appareil, précédée d'un large escalier semi-hexagonal de neuf degrés, la façade principale de l'église Notre-Dame-de-Bonabry se présente comme un imposant massif architectural, fortement articulé par un foisonnement de colonnes, pilastres, contreforts et arcatures, dont le mouvement ascensionnel est tempéré par les horizontales déployées par des corniches à modillons ou les obliques animant les pans des pignons. La composition de Mellet fait dialoguer les pleins et les vides, recherchant à estomper l'opposition marquée entre structure et remplissage par l'utilisation d'une grande variété de matériaux concourant à l'émergence d'une subtile polychromie que renforce le jeu savant et discret de la stéréotomie.

L'ouvrage s'inscrit clairement dans la filiation des grandes façades étagées des églises romanes du Poitou, et tout particulièrement du frontispice de Notre-Dame-la-Grande de Poitiers. L'architecte reprend ici la division tripartite des modèles médiévaux, des tourelles d'angle portées par des faisceaux de colonnes et d'importants et hauts contreforts médians à deux ressauts laissant augurer de la distribution interne du corps de l'édifice. Par un jeu d'évidement du mur épais de façade, Mellet ménage un dispositif d'arcades-contreforts apportant rythme et grandeur à la composition, réminiscence d'un procédé usuel en Limagne particulièrement sensible à l'étage, apparentant également le massif principal à celui de l'église de Châtel-Montagne.

Au rez-de-chaussée s'ouvre un portail à triple voussure qui prend appui sur des chapiteaux en granite gris posés sur des colonnes en délit. Chaque voussure présente une alternance de pierres ocres et grises, bichromie et variété des décors concourant à la richesse de l'ensemble. La sculpture alterne tores, rang discontinu de boules, gorge, double ligne de bâtons brisés, provoquant un effet radian prolongé par une archivolte aux claveaux simplement taillés. 

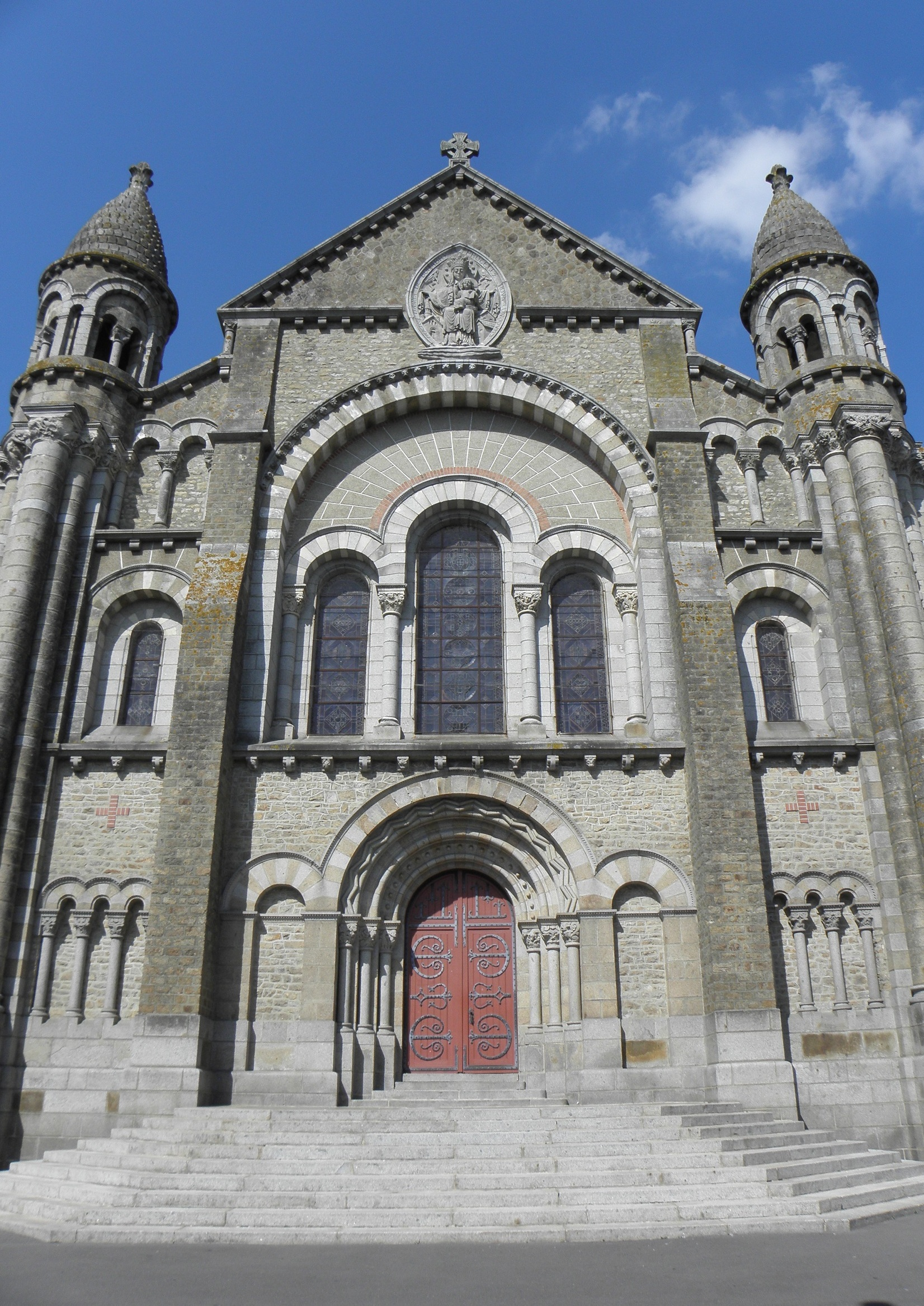
Façade principale de Notre-Dame-de-Bonabry.
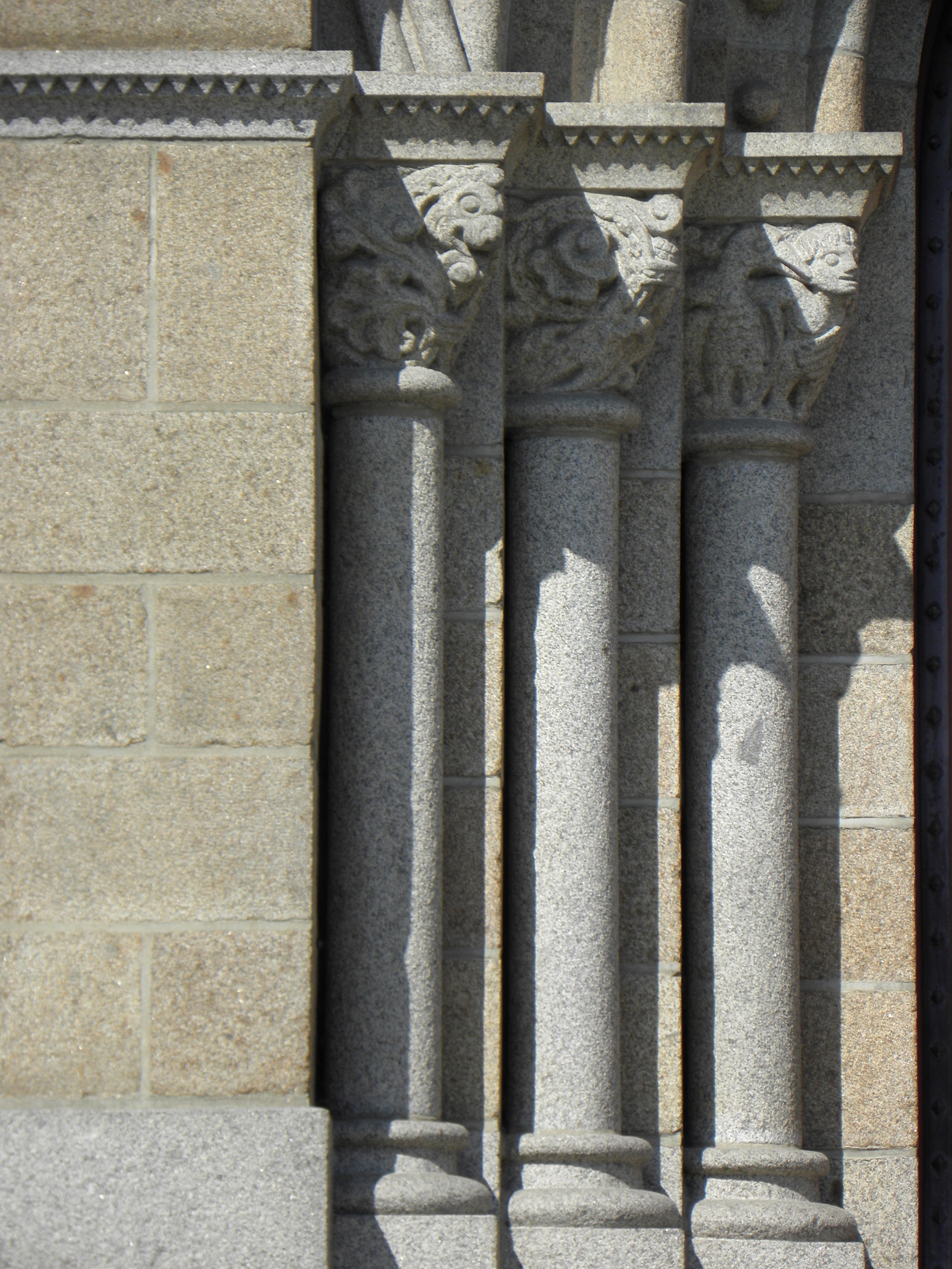
Ébrasement gauche du portail.
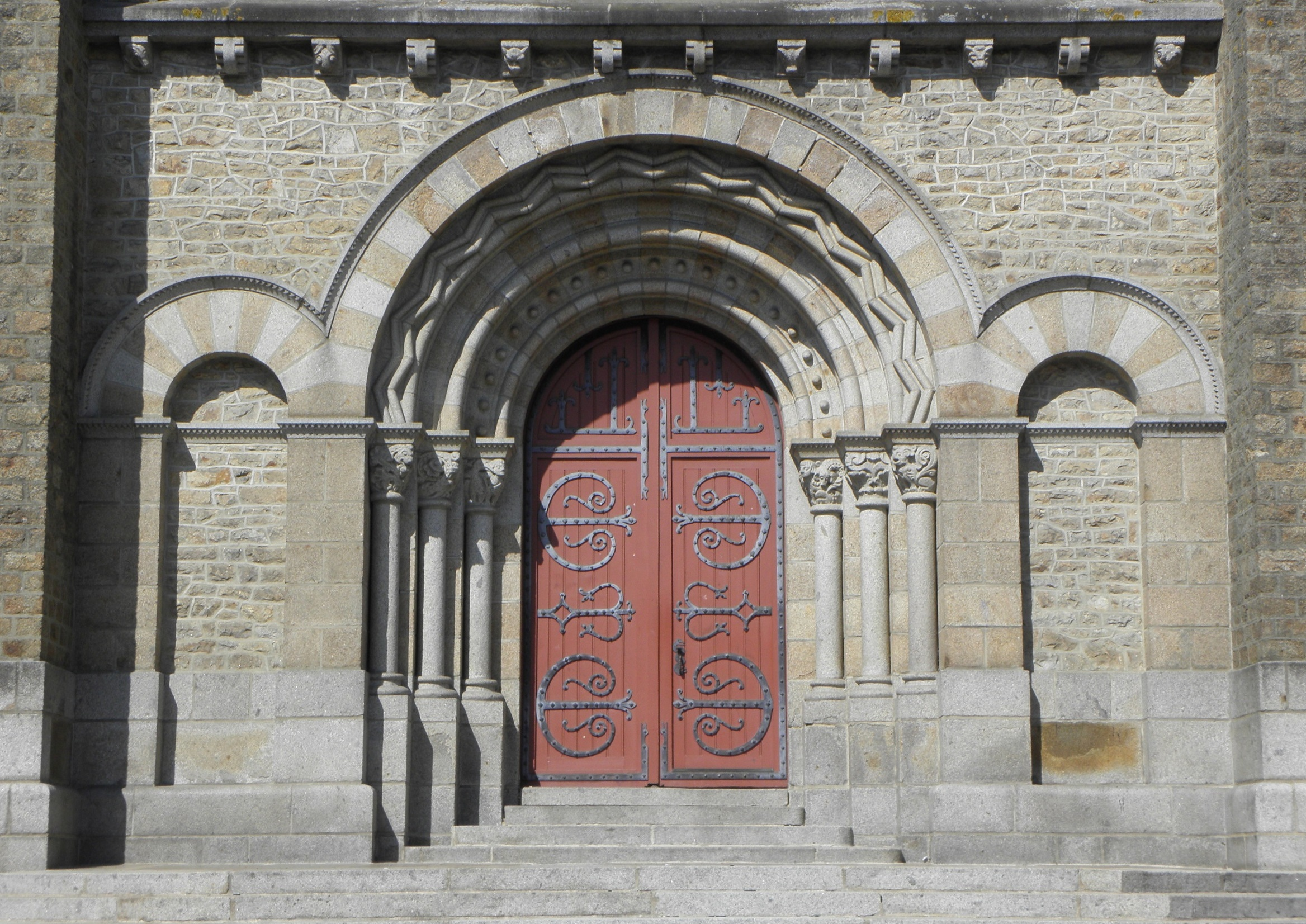
Le portail principal, orné de chapiteaux sculptés, et jouant sur la bichromie du granit d'extraction locale.
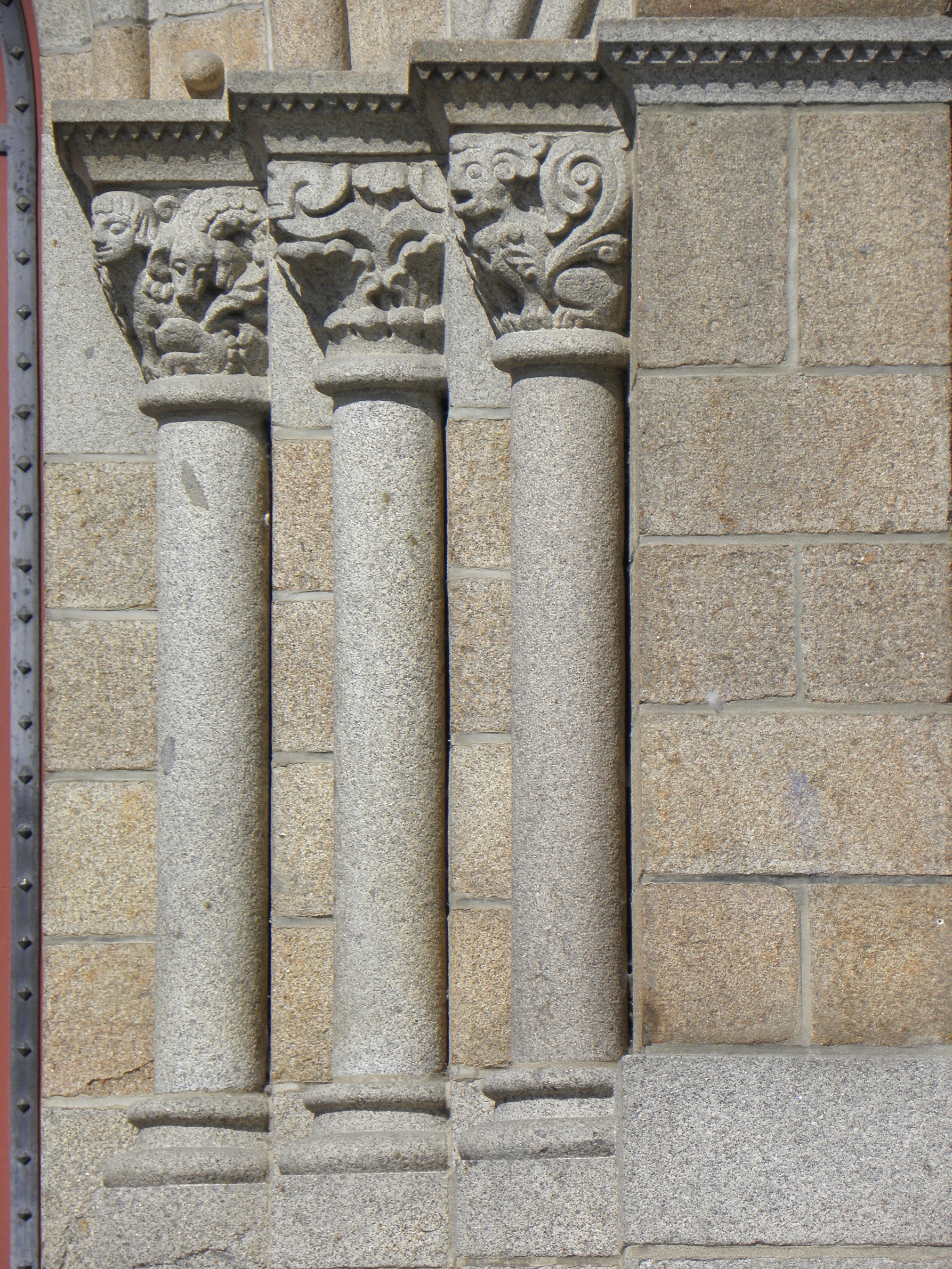
Ébrasement droit du portail.
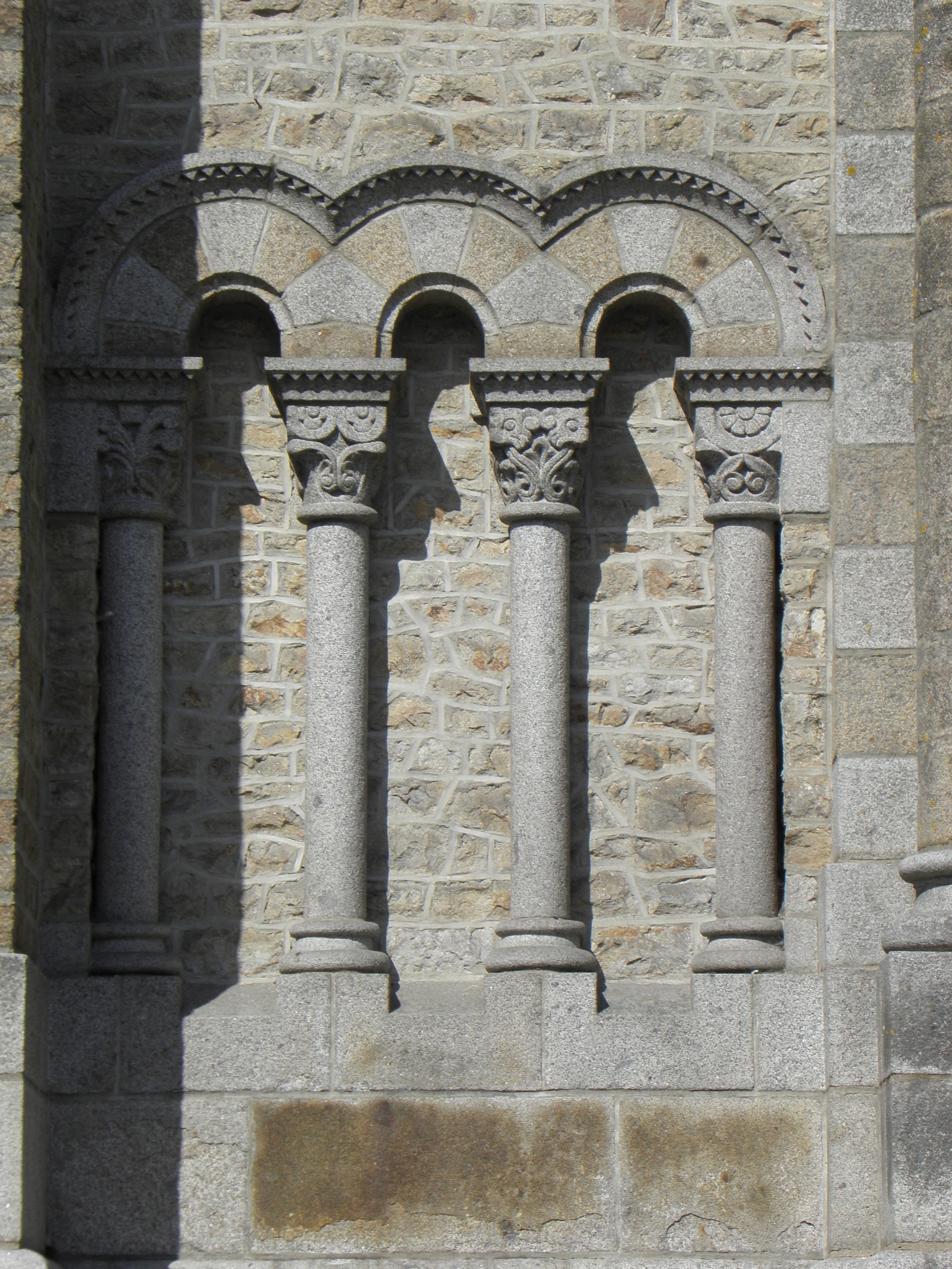
Arcatures animant le rez-de-chaussée de la travée droite.

Le portail principal de Notre-Dame-de-Bonabry sert d'écrin à une porte à deux battants revêtus d'un intéressant travail de ferronnerie. Il ne s'agit certes pas d'un unicum dans la production de Mellet, les églises de Janzé, Melesse, Pléchâtel, Saint-Étienne-en-Coglès ou encore Saint-Martin de Vitré présentant des portes garnies de pentures remarquablement ouvragées, mais ce corpus ne comportant aucun modèle qui aurait été dupliqué au gré des constructions, l'exemplaire fougerais s'en veut quant à lui volontiers le plus antique. L'architecte à puisé dans un répertoire roman composé d’œuvres limousines et auvergnates. Si la recherche décorative est immédiatement perceptible, l'utilisation du fer forgé répond également au désir de maintien de l'équerrage des panneaux de bois composant la porte, renforçant la cohésion des pièces de menuiserie tout en offrant une défense supplémentaire contre d'éventuelles agressions humaines. Chaque battant apparaît comme liserés par de fausses pentures cloutées et terminées par des têtes de crocodiles, décorés dans la partie courbe par des bandes indépendantes fleurdelisées. La partie droite des vantaux présente des motifs curvilignes ou losangés agrémentés de rinceaux et fleurs de lis. Il s'agit pour celui de droite de véritables charnières, percé qu'il est d'un guichet comme le signale la poignée et le poussoir prenant appui sur une plaque ornée d'un animal fantastique bicéphale.

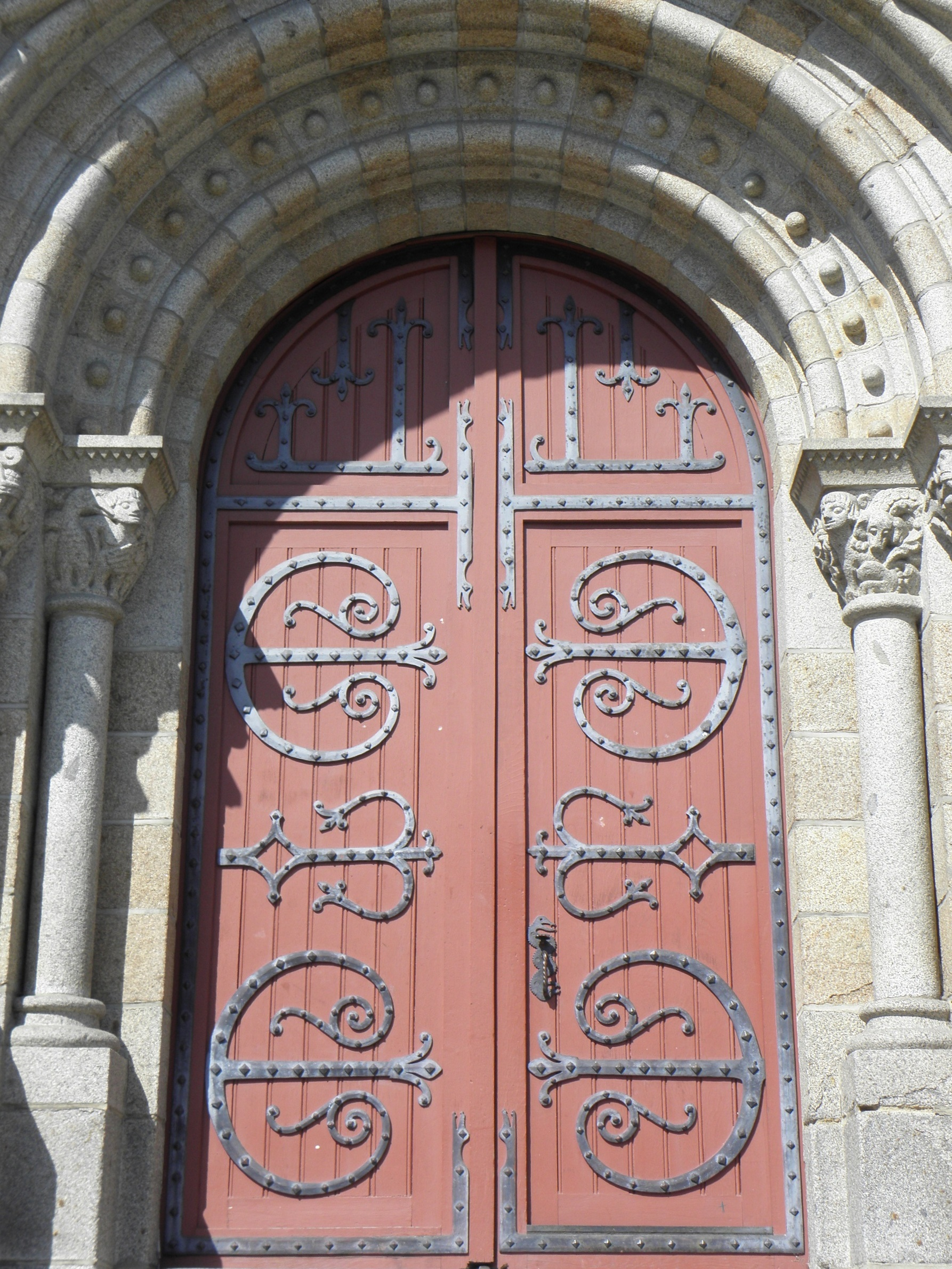
La porte revêtue d'un remarquable travail de ferronnerie.
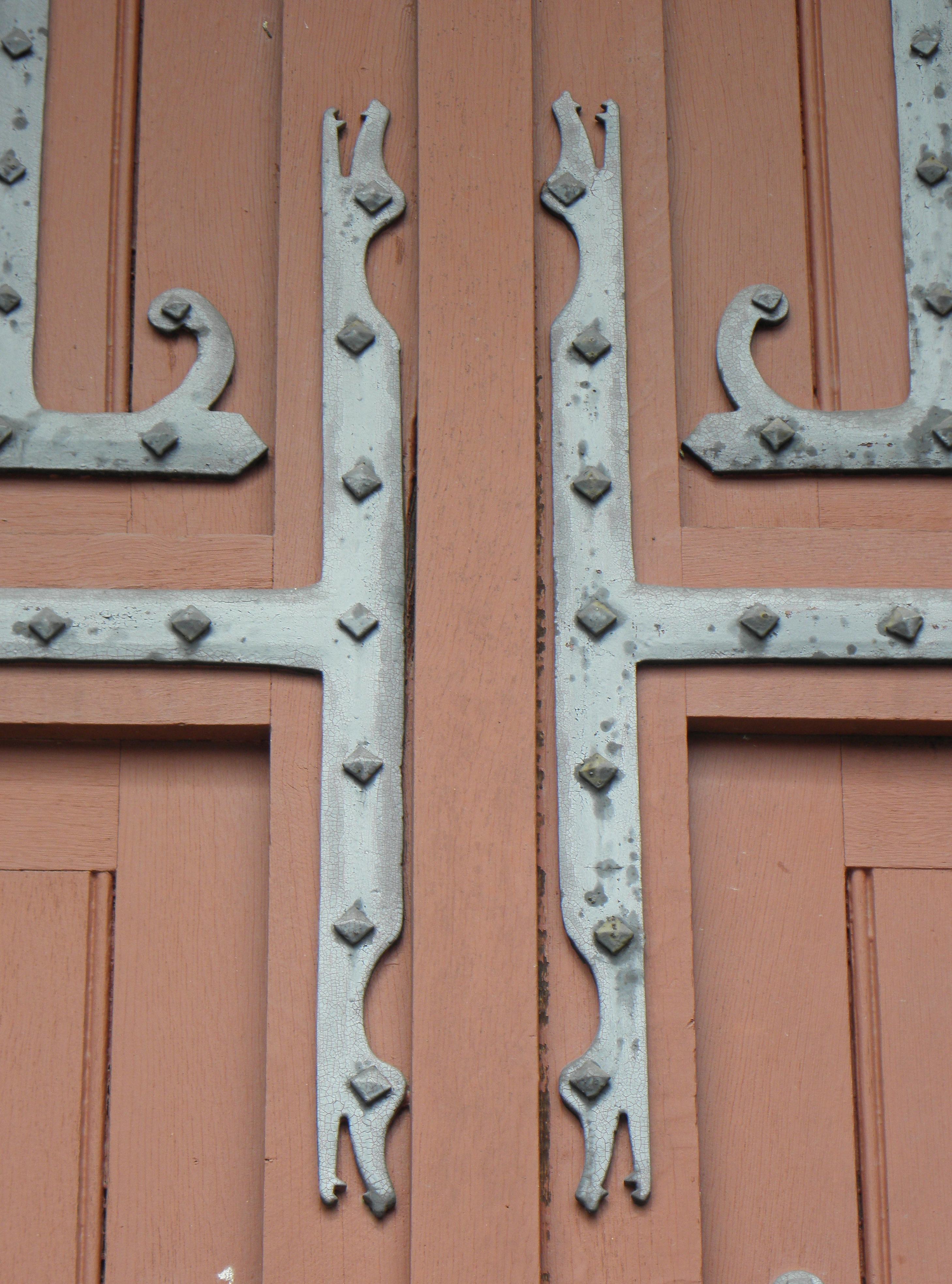
Détail des pentures.
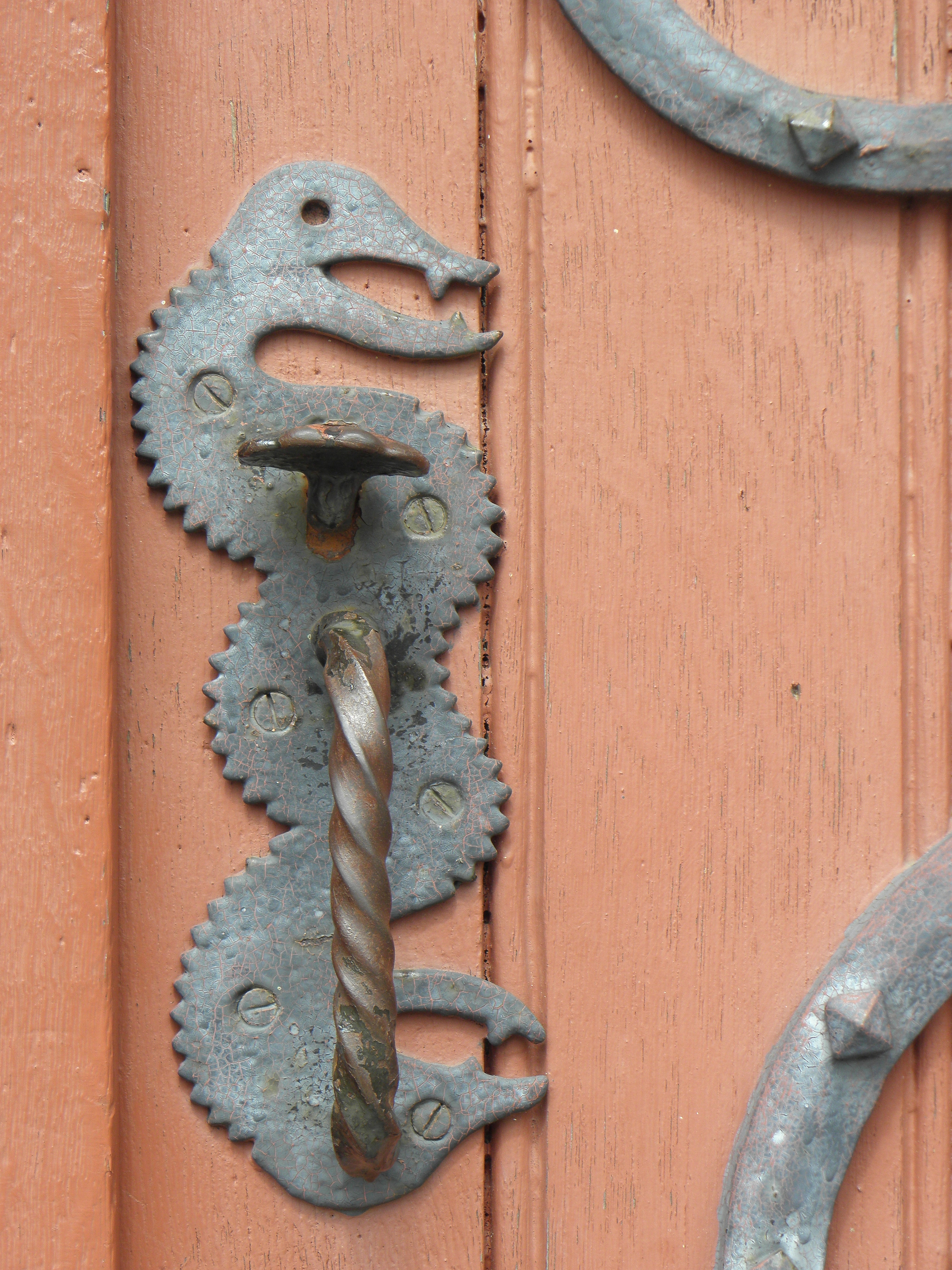
Poignée et loquet à poucier.

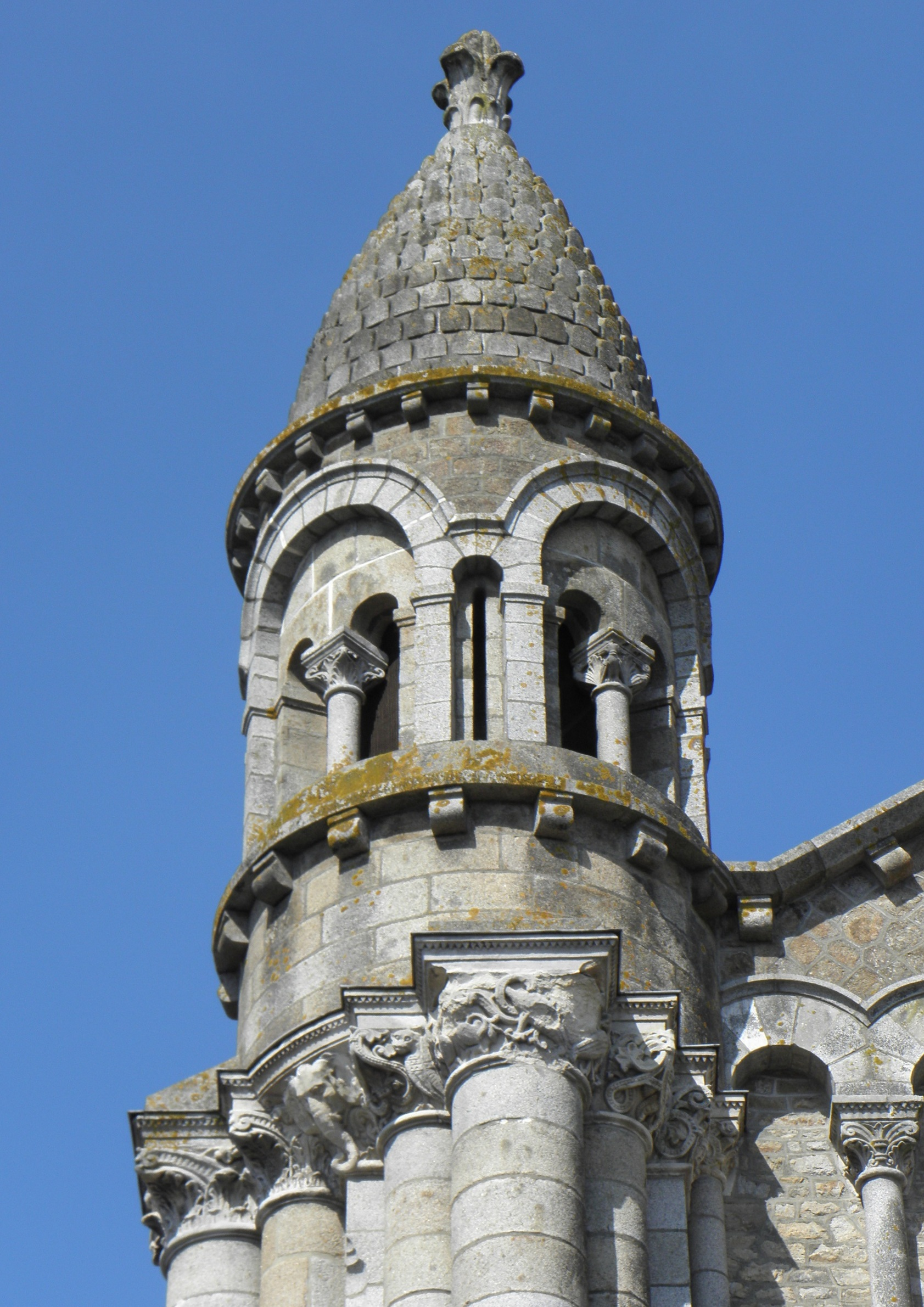
Tourelle gauche.
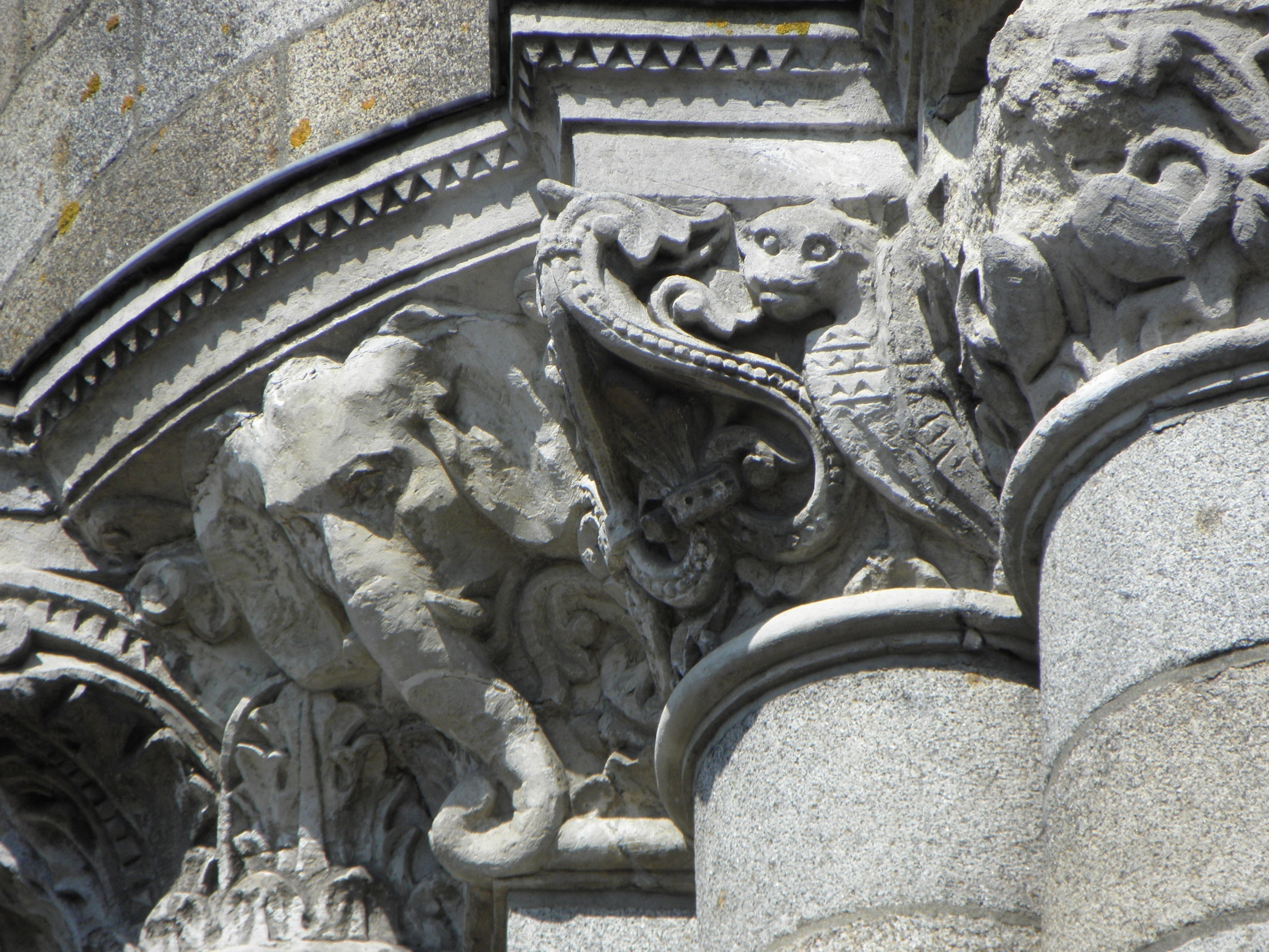
Éléphant sculpté à la base de la poivrière gauche.
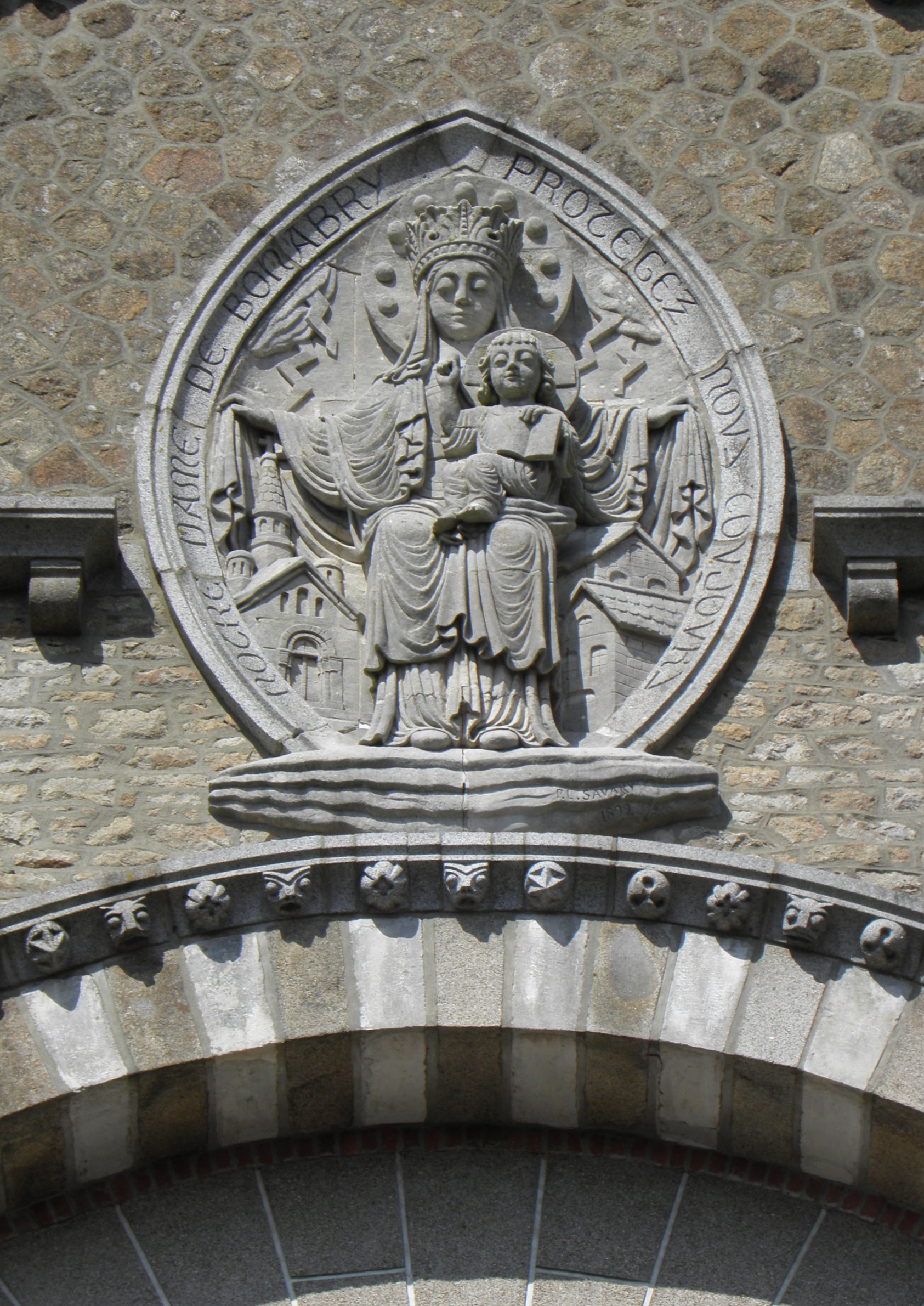
Notre-Dame protégeant l'église et le quartier de Bonabry.
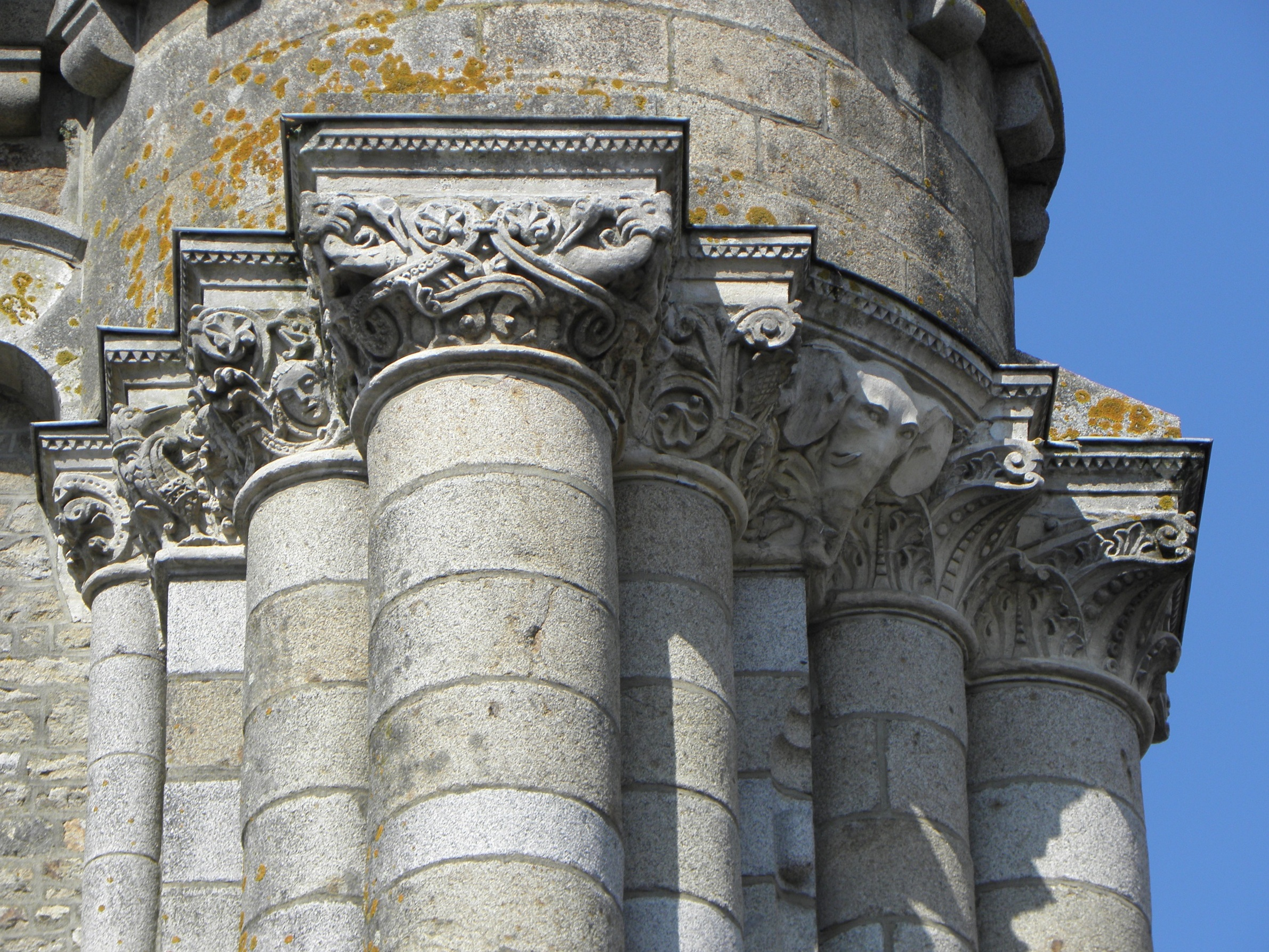
Chapiteaux à la base de la poivrière gauche
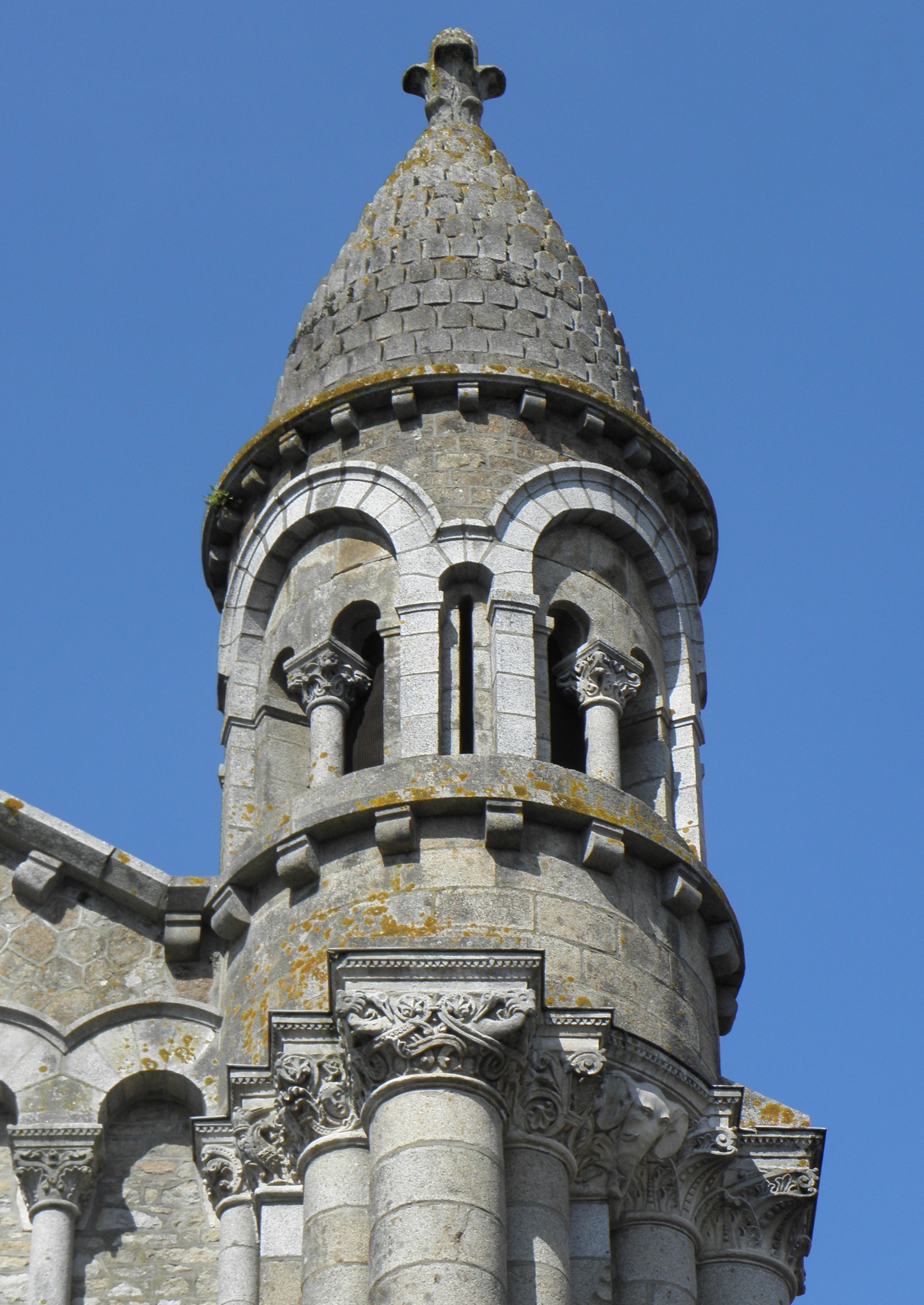
Tourelle droite.

### Intérieur
L'église Notre-Dame-de-Bonabry présente un plan en croix latine, le corps de l'édifice étant constitué par trois vaisseaux d'inégales largeurs se déployant sur quatre travées, la première, plus étroite, servant de vestibule. Le transept, largement débordant, se double au nord d'un collatéral où se greffent deux chapelles semi-circulaires. Le chœur, entouré d'un déambulatoire desservant quatre absidioles, compte deux travées droites précédant l'hémicycle, une sacristie de plan tréflé s'inscrivant dans le prolongement de l'axe majeur du bâtiment.

#### Nef
La nef de l'église de Bonabry se compose d'un large vaisseau principal de quatre travées accosté d'étroits collatéraux.

De plan barlong, sa première travée fait office de narthex. L'élévation de sa section médiane est coupée par une tribune occupée par l'orgue et ménageant un vestibule au rez-de-chaussée. Les espaces satellitaires, de plan carré, servent de lieux de transition vers les nefs latérales, dédiées à la déambulation, ou de paliers aux escaliers d'accès à la tribune (à droite) ou aux combles (à gauche) logés dans les tourelles de la façade principale. 

Le corps de l'édifice se poursuit par trois travées carrées où l'architecte a cherché à créer un espace unitaire, décloisonné, favorable au regroupement cohérent des fidèles et à l'émergence d'une conscience ecclésiale au sein d'une paroisse nouvelle. L'élévation ne compte ici qu'un étage, contribuant avec une polychromie discrète à l'appréhension immédiate de la simplicité des volumes et à la lisibilité fonctionnelle des espaces : la nef apparaît clairement dédiée au recueillement des fidèles réunis pour l'office tandis que les collatéraux n'ont d'autre usage que de permettre la circulation au sein de l'édifice. 

Notre-Dame de Bonabry se rattache au groupe des églises à file de coupoles d'Aquitaine dont elle constitue une version moderne. Elle s'inscrit au sein de la production d'Henri Mellet dans un corpus homogène de trois édifices romano-byzantins, jalon entre l'église du Val-d'Izé et celle de Saint-Étienne-en-Coglès. La cathédrale d'Angoulême, les abbatiales de Solignac, de Souillac, inspirent incontestablement l'architecte qui dépasse les modèles médiévaux en s'affranchissant des murs porteurs, des costales latérales, pour les transformer en véritables collatéraux .

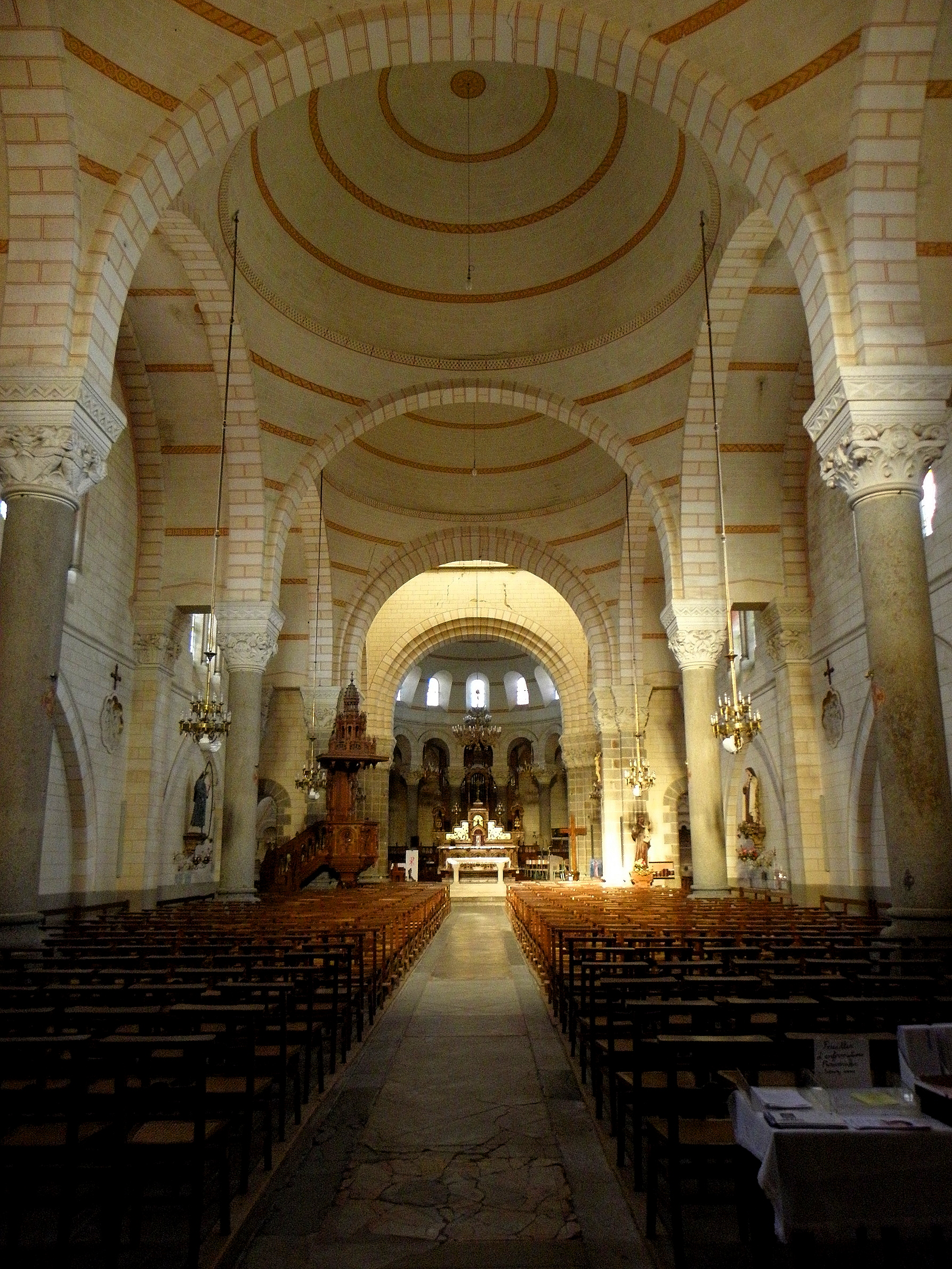
Nef de l'église de Val-d'Izé.
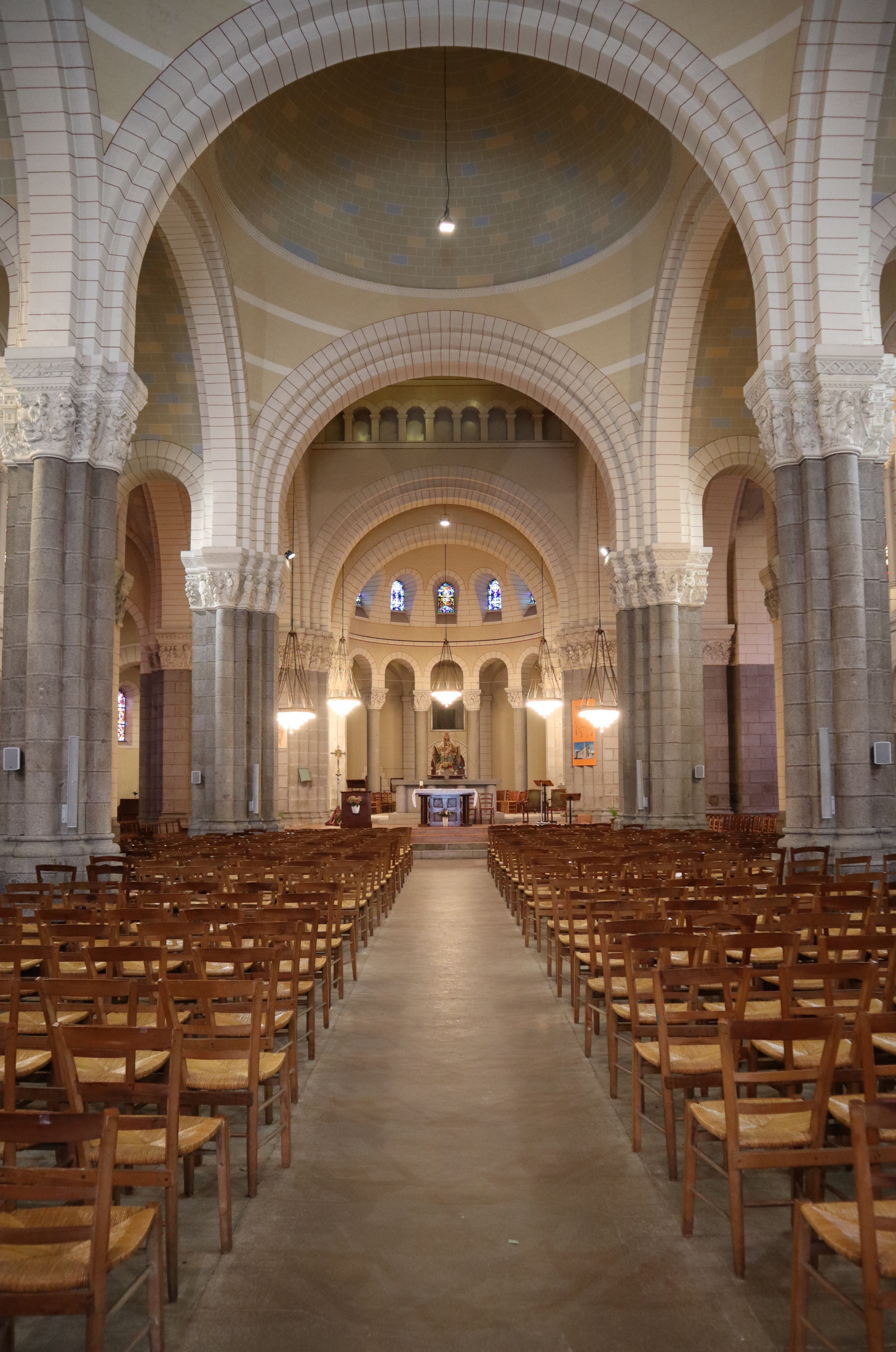
Nef de Notre-Dame de Bonabry.
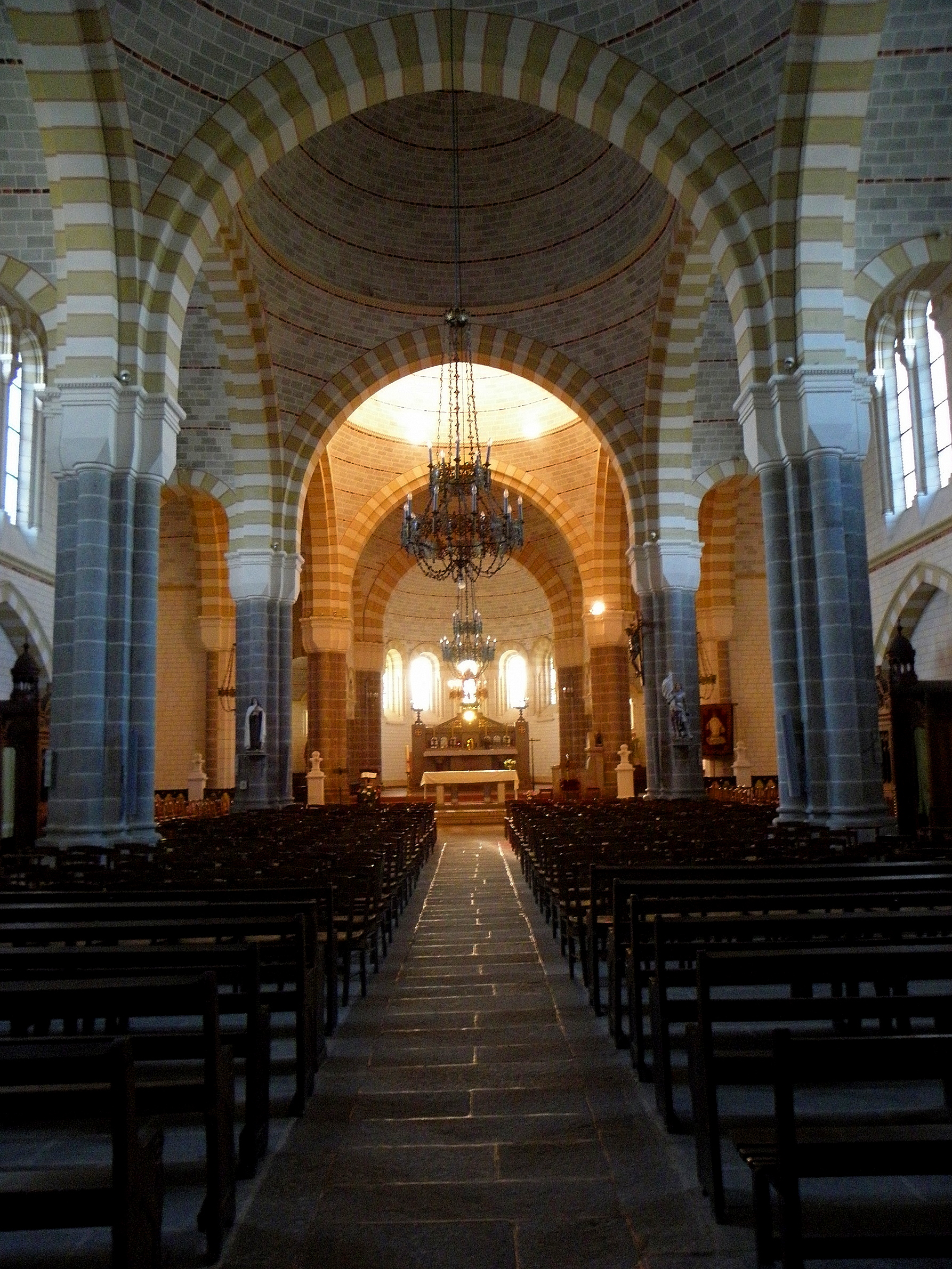
Nef de l'église de Saint-Étienne-en-Coglès.

Mellet conjugue ainsi élévation romane périgourdine et plan au sol d'esprit limousin. Les collatéraux sont largement ouverts sur le vaisseau principal par des arcs à la portée très grande qui génèrent des travées barlongues perpendiculaires à l'axe majeur de l'édifice. La multiplication des perspectives transversales minore le rôle des collatéraux tout en dilatant la perception de la nef principale.

Celle-ci est aveugle, seuls des triplets, percés dans la façade principale et dans les costales des nefs latérales, dispensant un éclairage diffus et régulier qui contribue à l'unité spatiale du corps de l'édifice. Les piliers qui délimitent les travées n'entravent aucunement cette perception. De section carrée, flanqués de colonnes sur trois faces, un pilastre occupant celle regardant les collatéraux, ils sont constitués d'assises régulières de granite gris, leurs bases reposant sur un haut socle unitaire et de même matière. Couronnés de chapiteaux de calcaire historiés, ils portent d'amples arcs plein-cintre délimitant des pendentifs par pénétration dans la voûte hémisphérique des coupoles. Les calottes de ces dernières ne reposent sur aucun tambour, seule une discrète corniche ornée d'un motif en damier en soulignant la base. Construites en briques et enduites de plâtre, elles présentent un décor polychrome aux teintes grises, crème et bleues où de faux-joints délimitent des assises régulières sans nuire au caractère lissé, poli, des surfaces de couvrement.

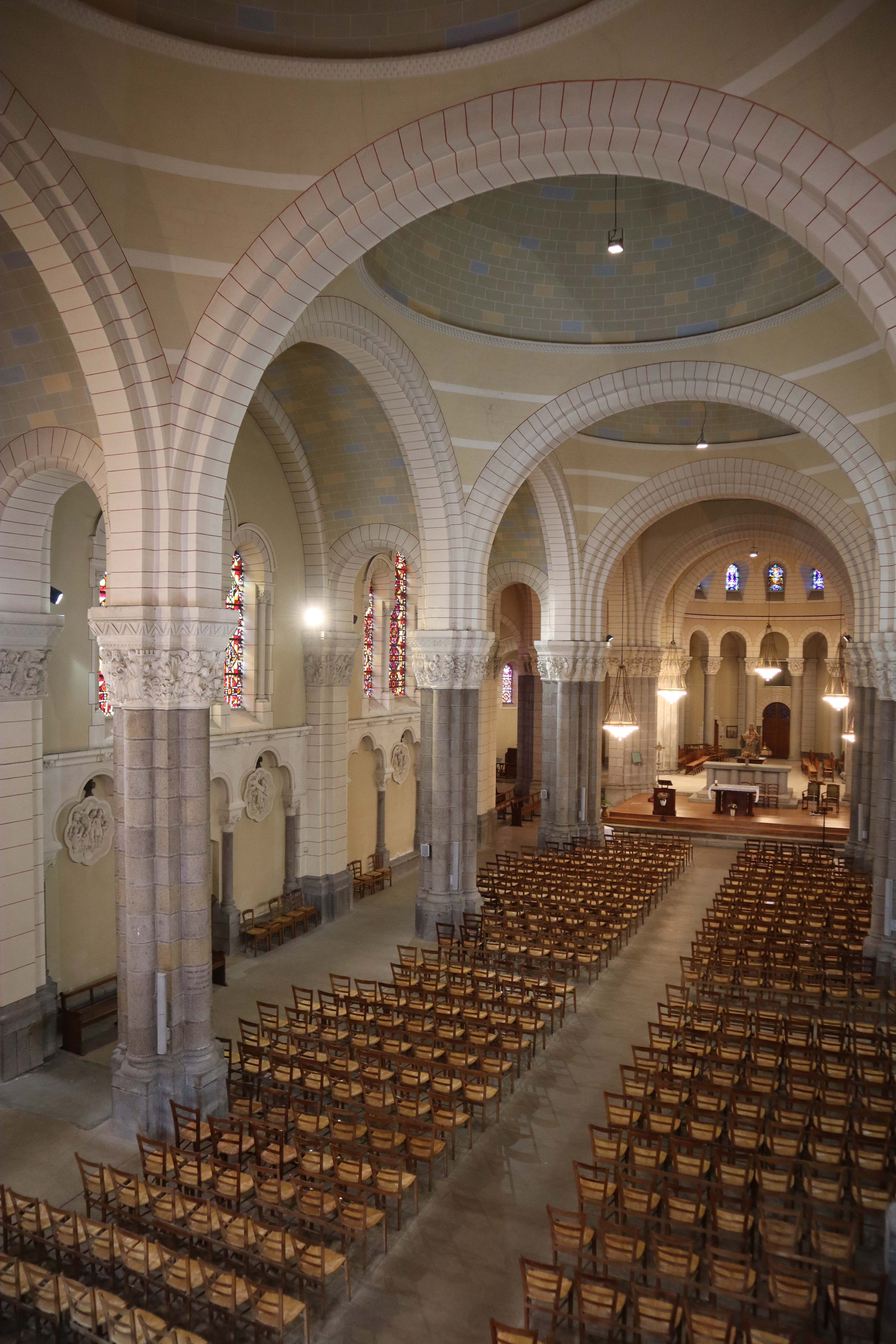
Un espace intérieur décloisonné.
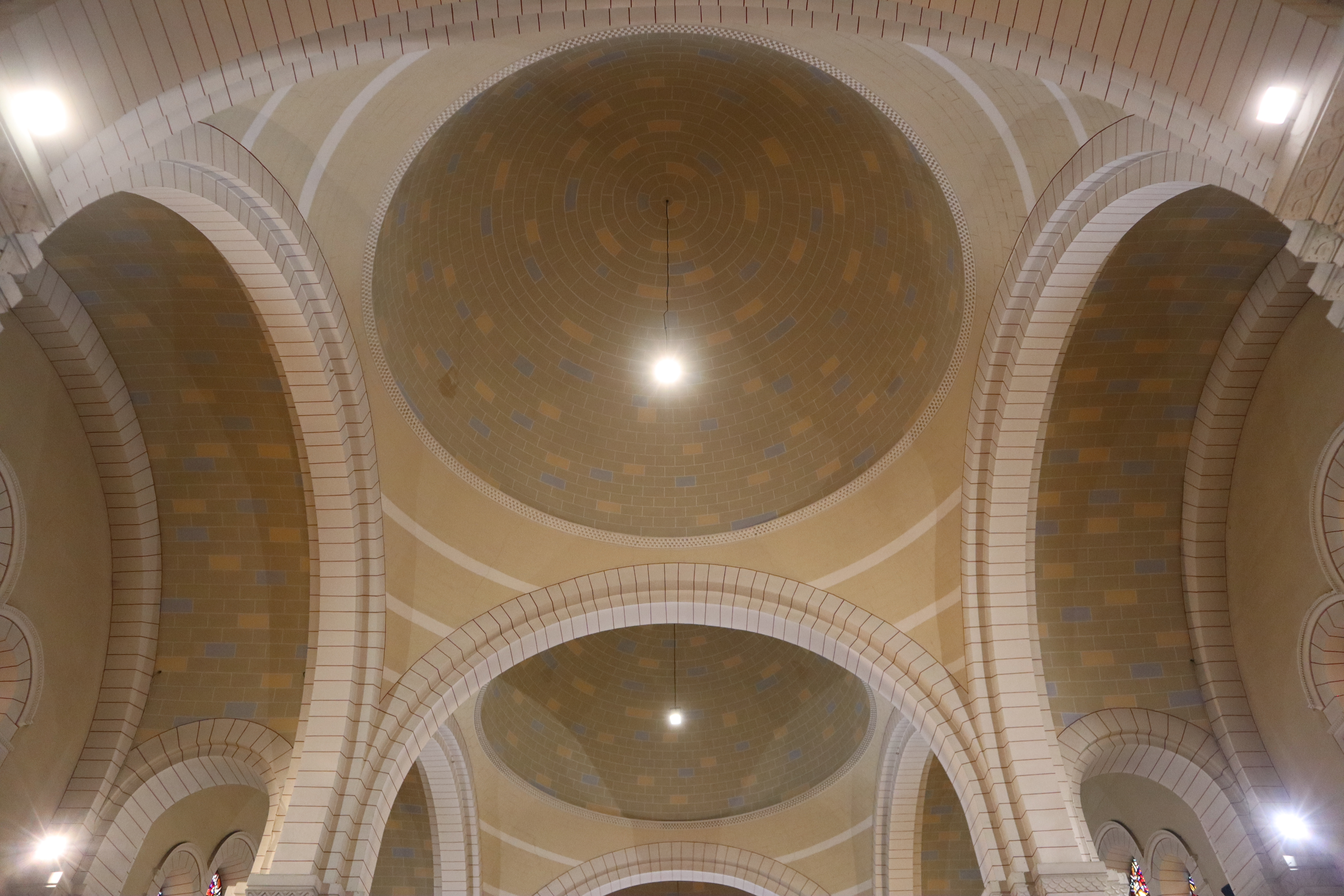
Voûtement de la nef et des collatéraux.
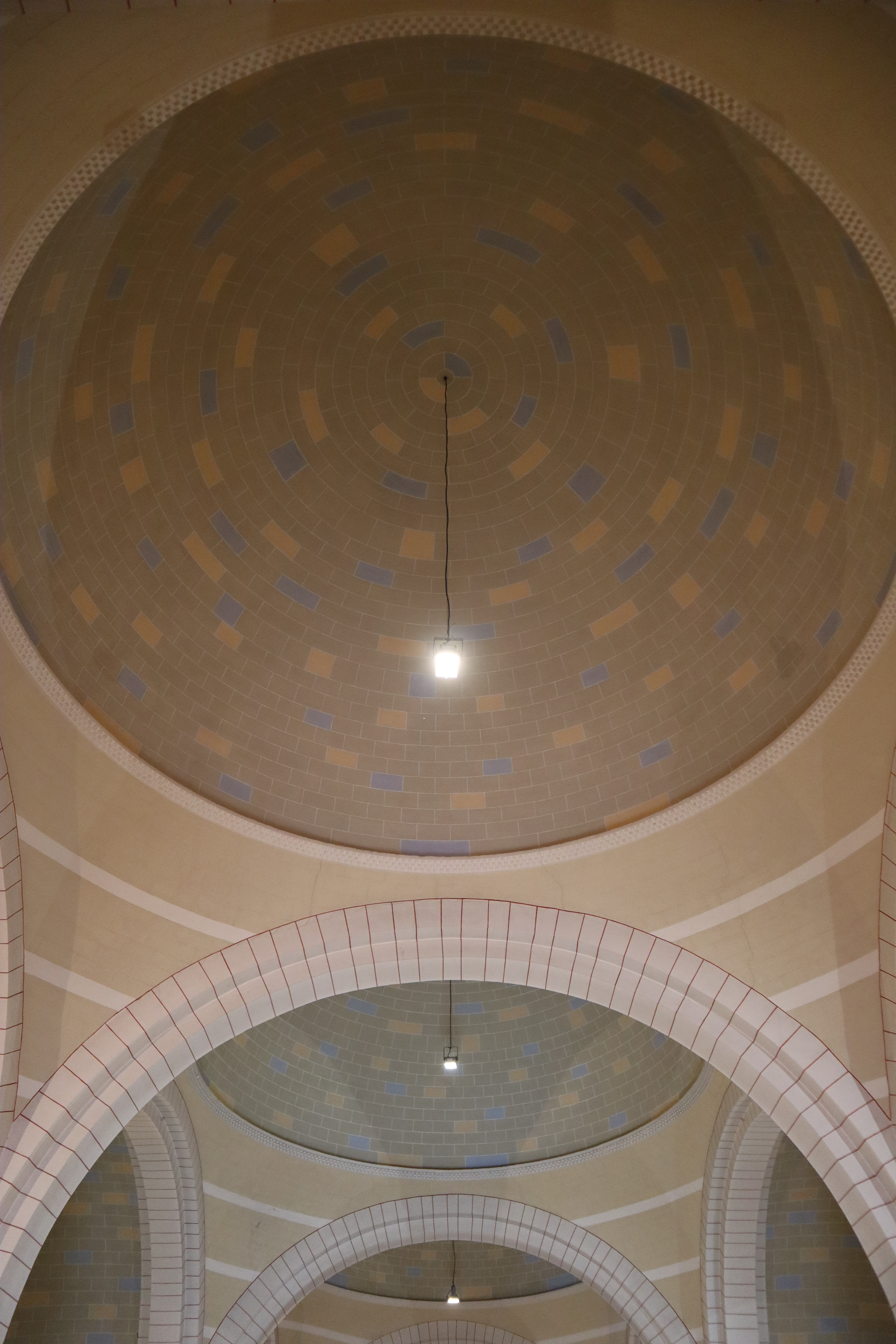
La file de coupoles de la nef.

Les collatéraux affectent de reprendre le système des murs porteurs des églises à file de coupoles ou des nefs uniques couvertes de voûtes domicales. Ici l'élévation à deux étages ne répond à aucune nécessite architectonique mais procède plus du placage d'un décor destiné à animer de vastes surfaces planes. Au rez-de-chaussée, une arcature tripartite, aux arcs trilobés légèrement outrepassés, repose sur quatre colonnes de granit en délit sommées de chapiteaux de calcaire qu'ornent des motifs végétaux ou zoomorphes. Elle sert d'écrin au chemin de croix sculpté en bas relief, également dans le calcaire, au sein d'octolobes. Une corniche à modillons sculptés la couronne, servant seulement d'appui à un triplet inégal percé à l'étage et ne ménageant aucune coursière contrairement aux modèles médiévaux. Par la simplification de la forme des arcs et leur rétrécissement d'un niveau à l'autre, Mellet insuffle une dynamique ascensionnelle à la paroi qui contrecarre l'effet tassant de la corniche délimitatrice. 

Le motif de l'arcature s'inspire de ceux d'églises limousines (premier étage du clocher de Saint-Yrieix, second du clocher central du Dorat, costale nord de la nef de Solignac) à moins que l'architecte n'ait cherché à extrapoler le modèle de l'Église Saint-Jean de Châlons-en-Champagne proposé par Viollet-le-Duc dans son dictionnaire raisonné de l'architecture française.

Des voûtes semi-circulaires, perpendiculaires au vaisseau principal, coiffent les nefs latérales dont les travées communiquent entre-elles par des arcs plein cintre surhaussés, réminiscence d'églises halles romanes poitevines telles que Saint-Pierre de Chauvigny ou Notre-Dame-la-Grande à Poitiers.

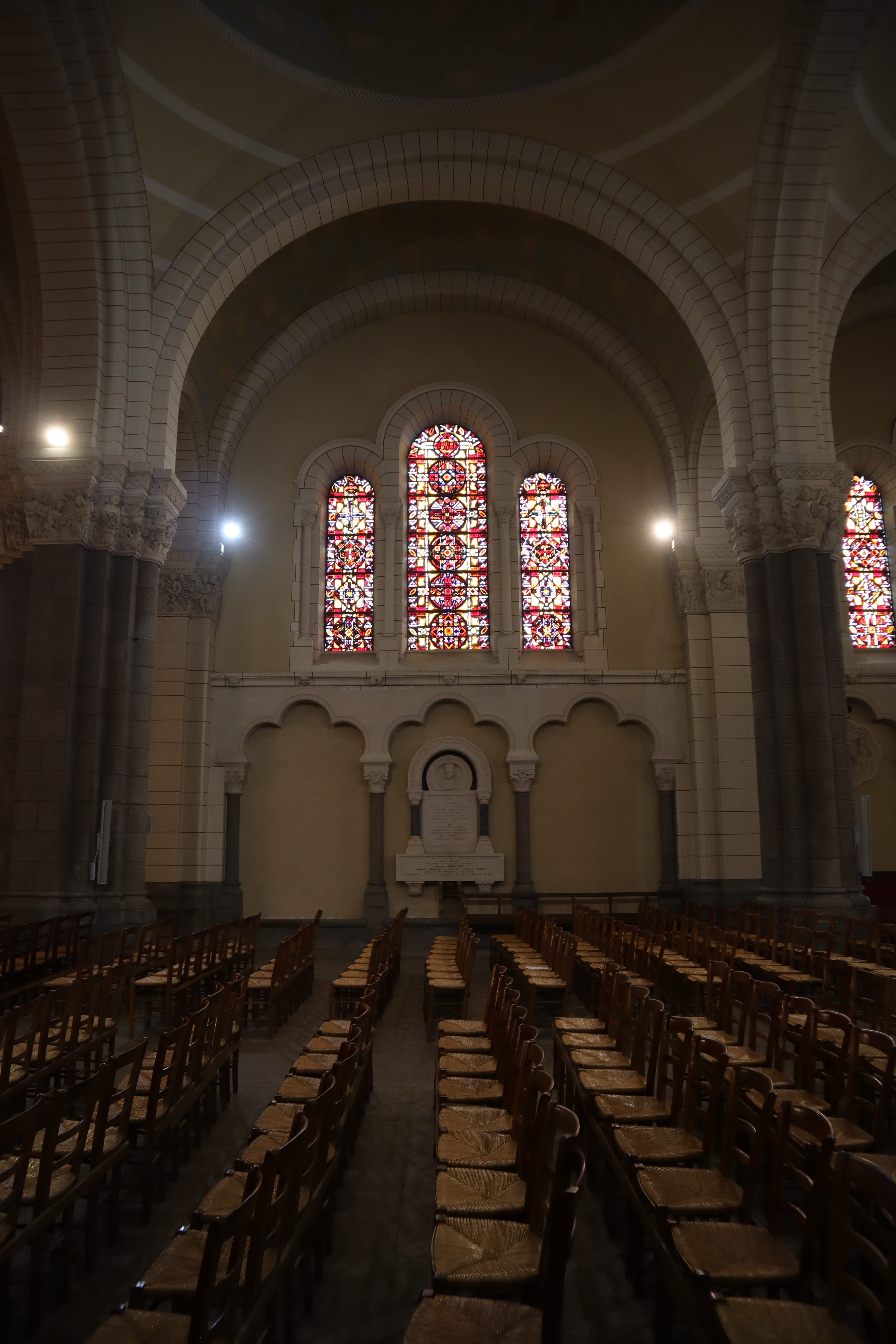
Vue traversante de la nef
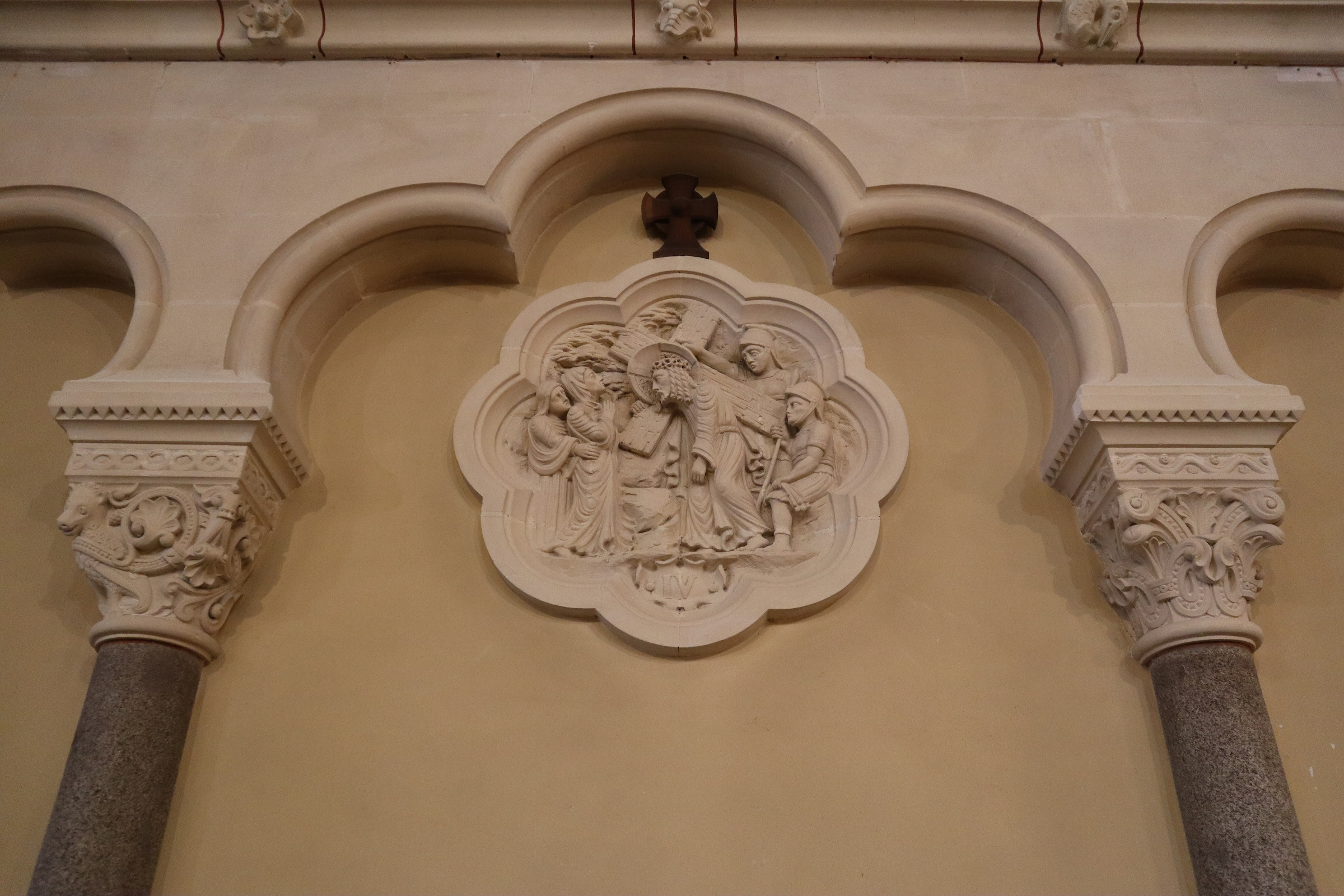
Arcature basse et station du chemin de croix.
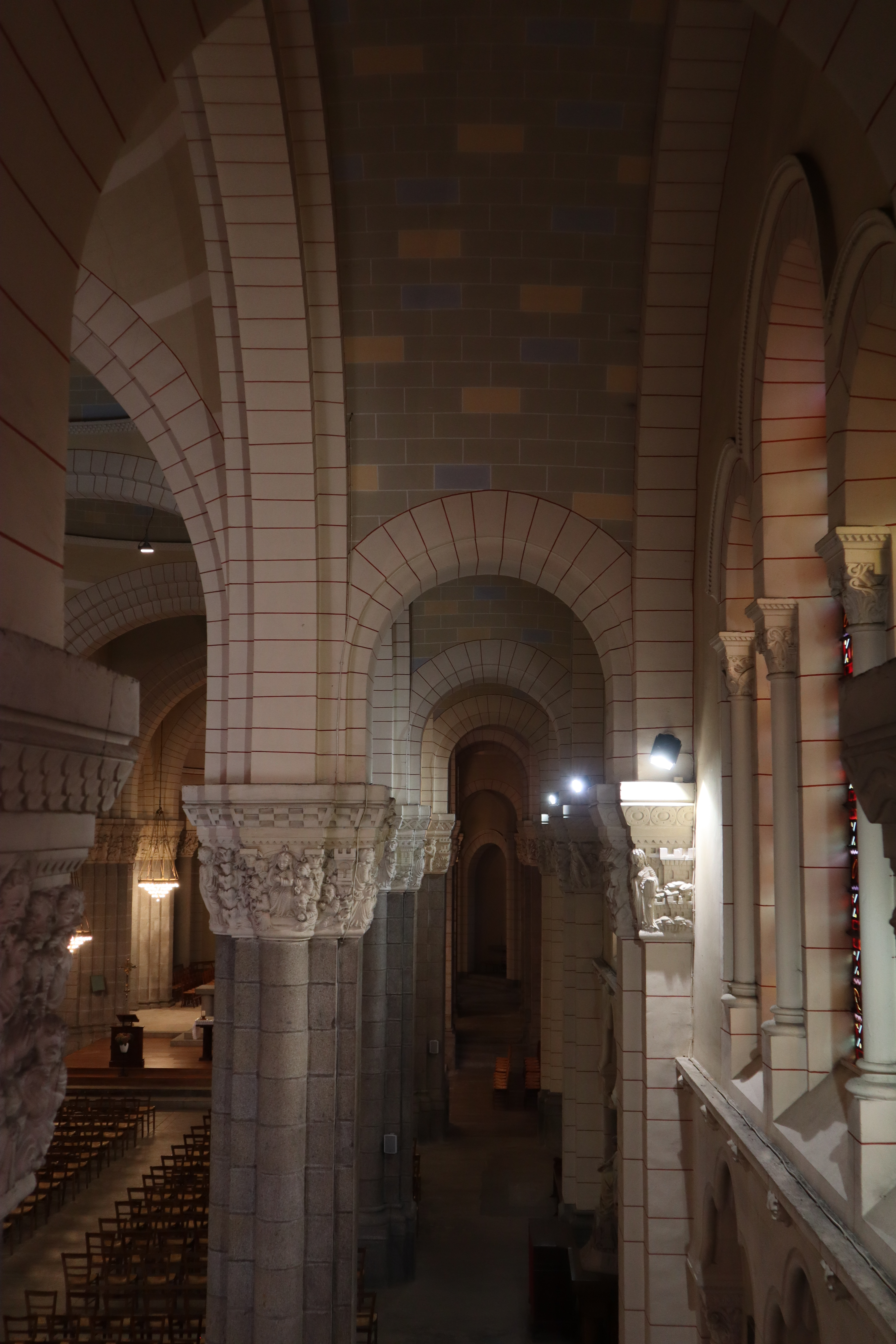
Voûtes du collatéral droit.

### Vitraux
L'église Notre-Dame-de-Bonabry devra attendre l'après seconde guerre mondiale pour se voir enfin ornée de vitraux de couleur. Jusque là doté de simple verres blancs, l'édifice perd sa vitrerie en 1944, soufflée lors des bombardements de la ville. Karl Mauméjean la remplace dans les années 1950 par des compositions géométriques non figuratives qui utilisent un système de cabochon de verre monté qu'il a fait breveté : la lumière anime les surfaces, génère une impression de relief, tandis que la couleur fait chanter l'architecture.

## Mobilier

### Statues
L'église de Bonabry apparaît relativement pauvre en mobilier comparée à ses consœurs fougeraises, Saint-Sulpice et Saint-Léonard. Trois statues méritent toutefois l'attention, non tant par leur qualité esthétique mais par leur symbolique dans un quartier essentiellement ouvrier.
- La statue de Notre-Dame-de-Bonabry fait écho au bas-relief ornant à l'extérieur le fronton de l'église. Elle  participe de l'iconographie de la Vierge de miséricorde, Marie protégeant ici de son manteau, outre l'Enfant Jésus, l'église de Bonabry et les maisons environnantes. L’œuvre substitue aux fidèles les bâtiments les abritant, allusion évidente au nom du quartier.

- La statue de Notre-Dame-du-Travail, en plâtre, constitue une réplique de l’œuvre sculptée en 1898 par Joseph Lefèvre (1836-1911) pour l'église parisienne éponyme[14]. La Vierge, assise, y présente l'Enfant Jésus, debout à ses côtés, tenant un maillet de charpentier. Le socle est orné de divers outils et symboles évoquant les principaux métiers de l'époque. Dans une région encore majoritairement catholique, et plus particulièrement dans une cité industrieuse spécialisée dans la confection de chaussures féminines, cette œuvre témoigne du Catholicisme social et de la volonté d'encadrement par le clergé local de journaliers du Pays de Fougères, montés à la ville pour trouver du travail et subsister.

- La statue de l'éducation de la Vierge par Sainte-Anne constitue le pendant de la précédente destinée aux jeunes filles dans une ville où Anne Boivent et Jean-Baptiste Le Taillandier fondent au faubourg de Rillé en 1831 une congrégation religieuse dévouée à l'instruction et au secours des indigents[15].

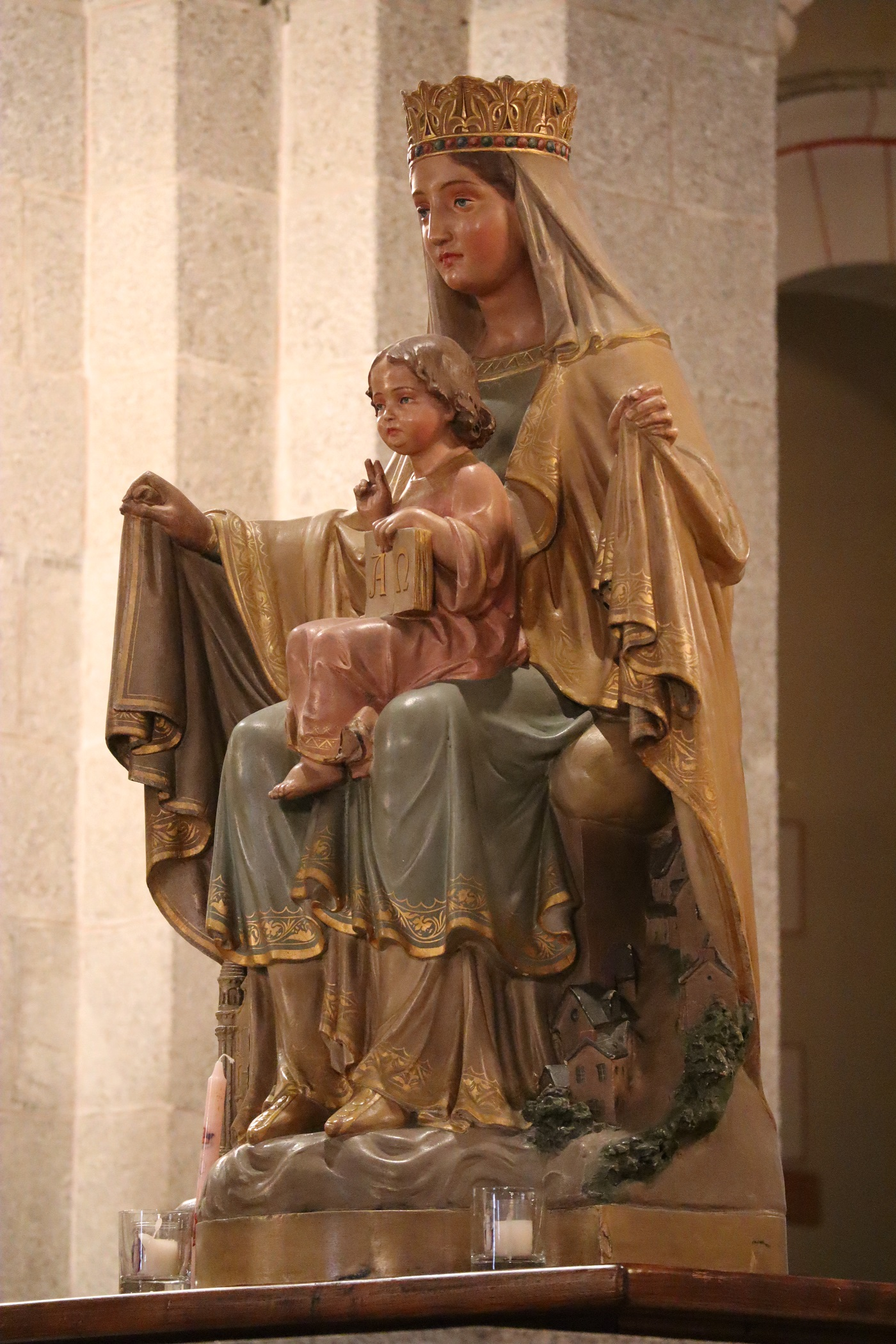
Statue de Notre-Dame-de-Bonabry.
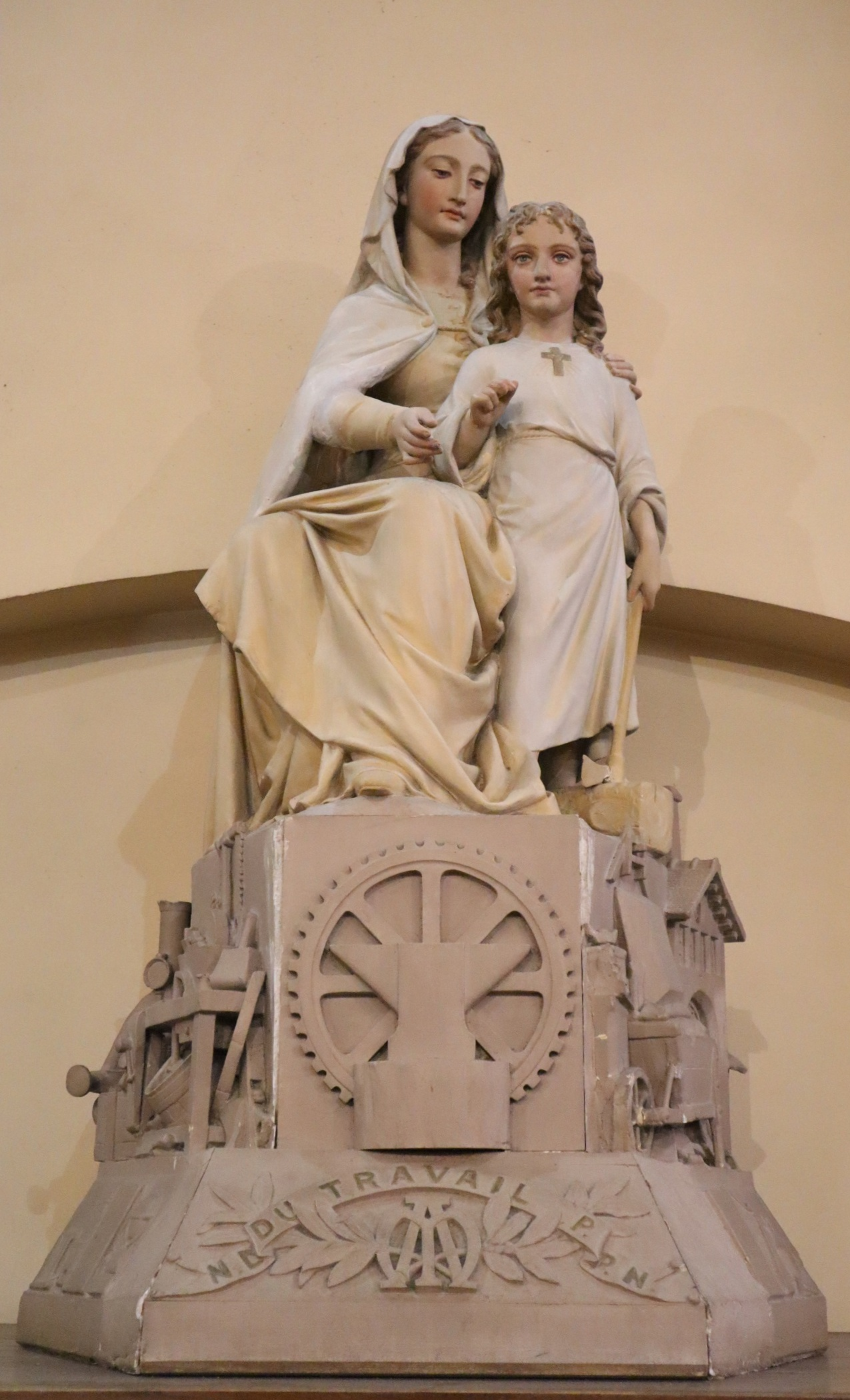
Statue de Notre-Dame-du-Travail.
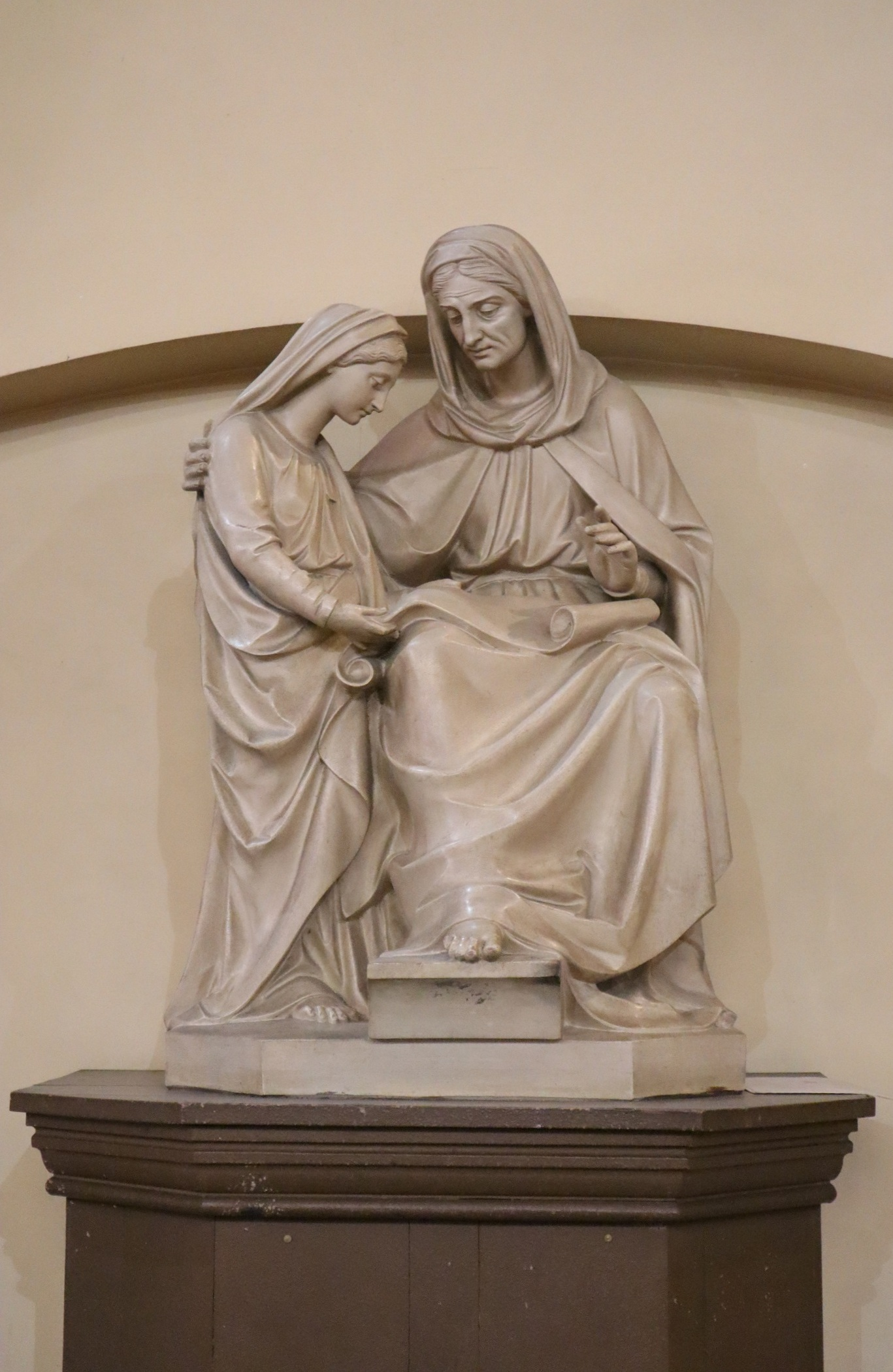
Statue de l'éducation de la Vierge par Sainte-Anne.

### Autres objets
- Fonts-baptismaux en marbre trônant au milieu du chœur.
- Monument commémoratif du chanoine Joly (curé de Saint-Léonard de Fougères et fondateur de la paroisse), dans le collatéral droit.
- Bénitier à godrons en granite.
- Lustres Art déco.
- Bas-relief figurant saint Christophe.

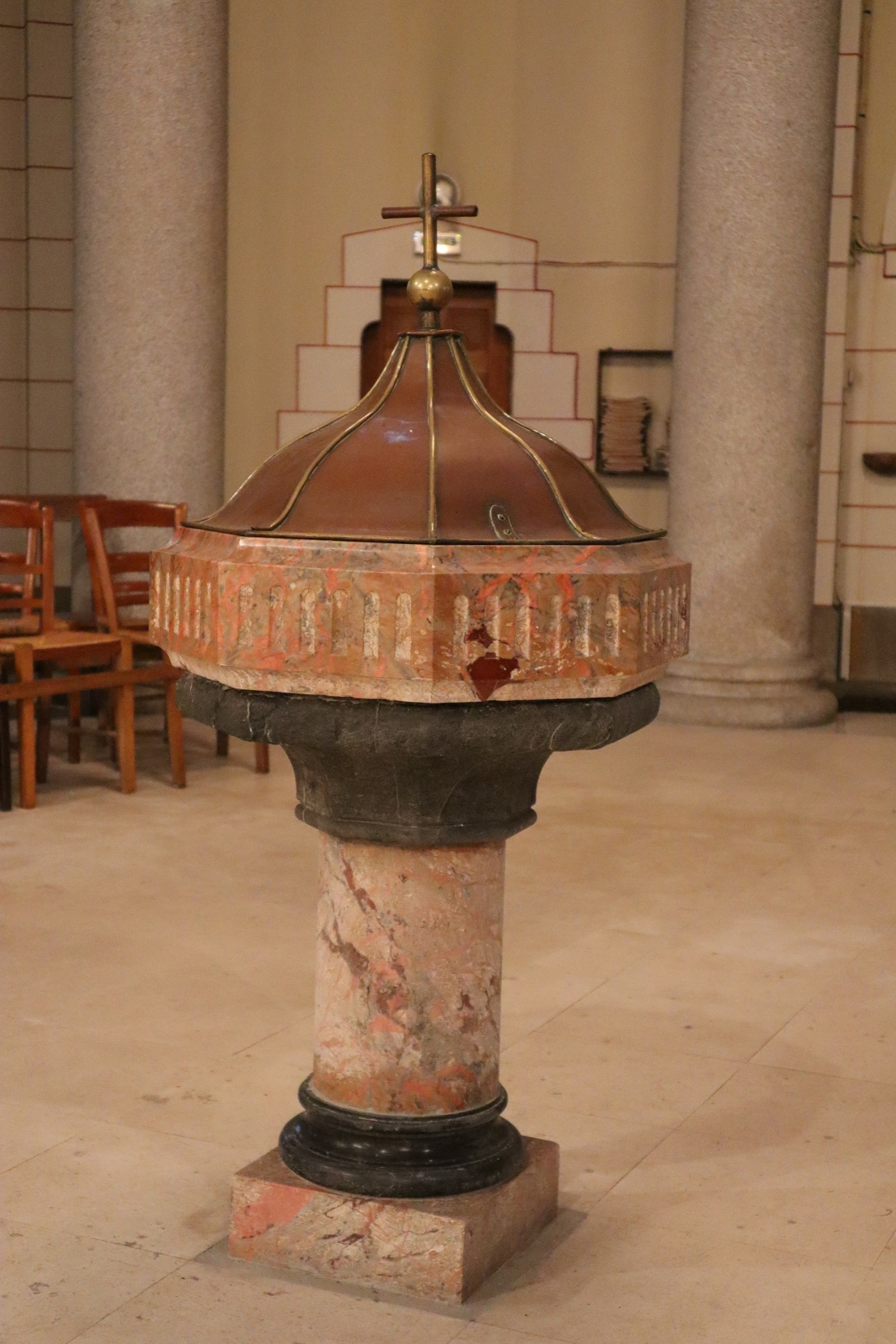
Fonts-baptismaux.
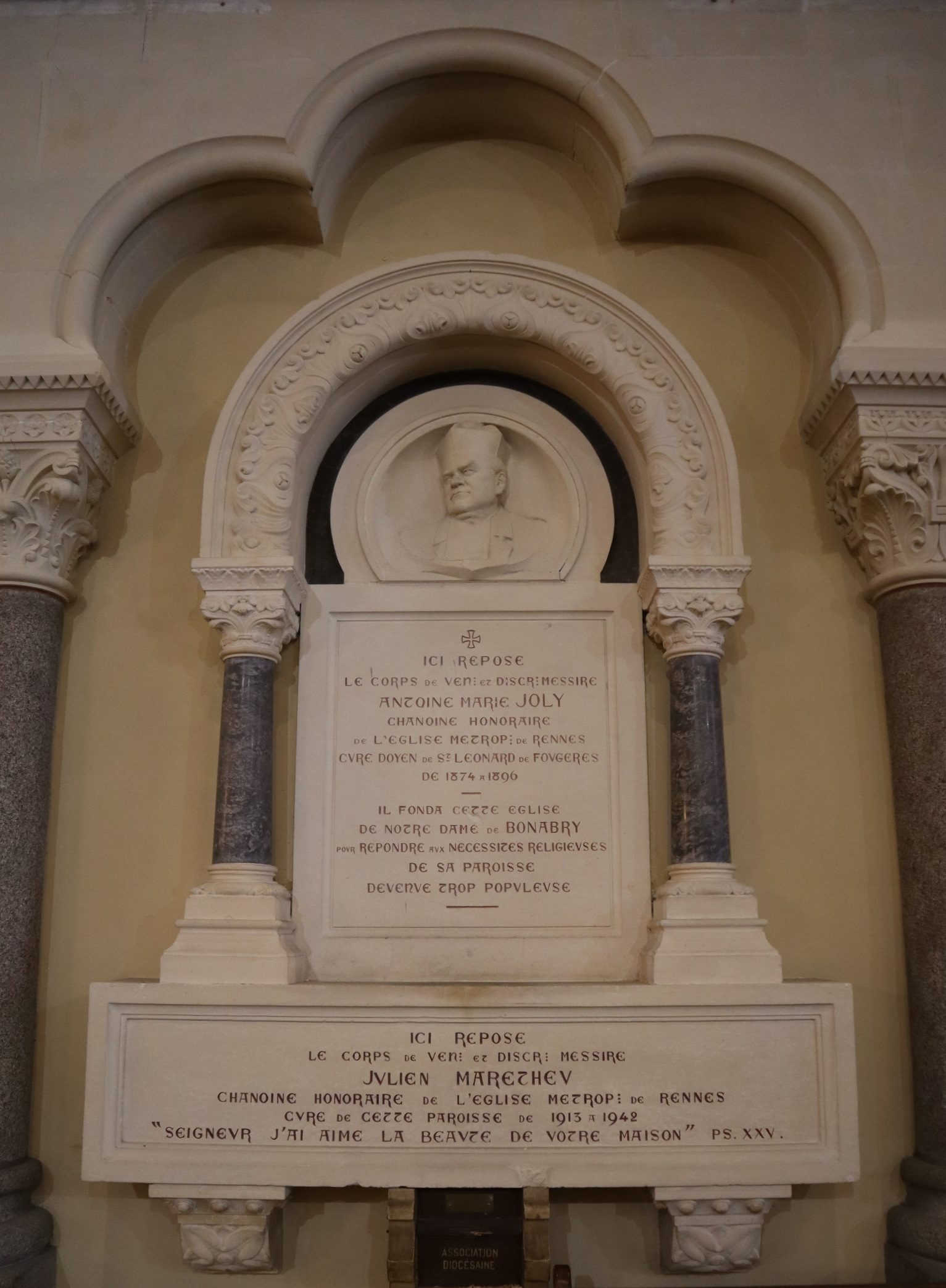
Monument à l'abbé Joly.
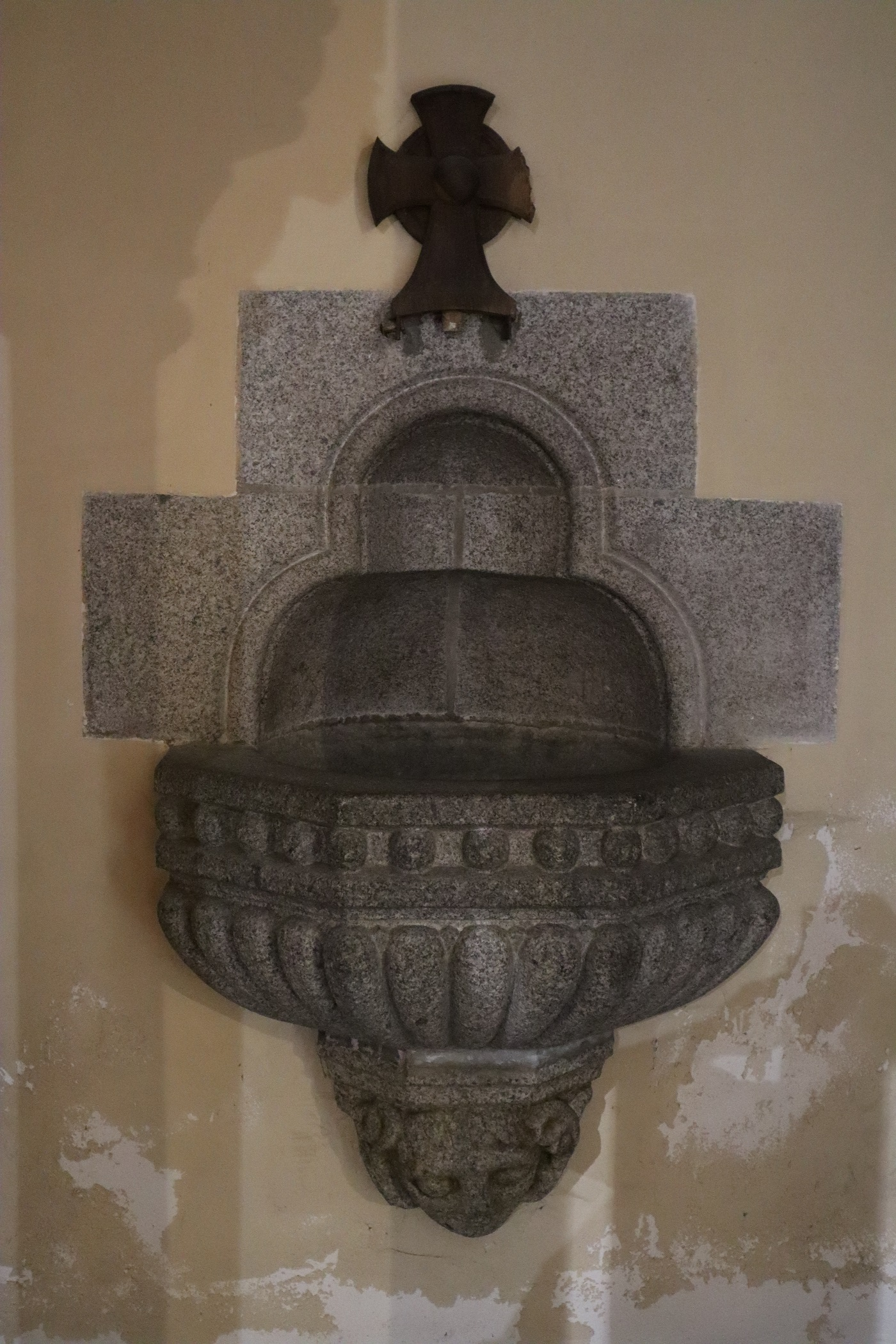
Bénitier à godrons.
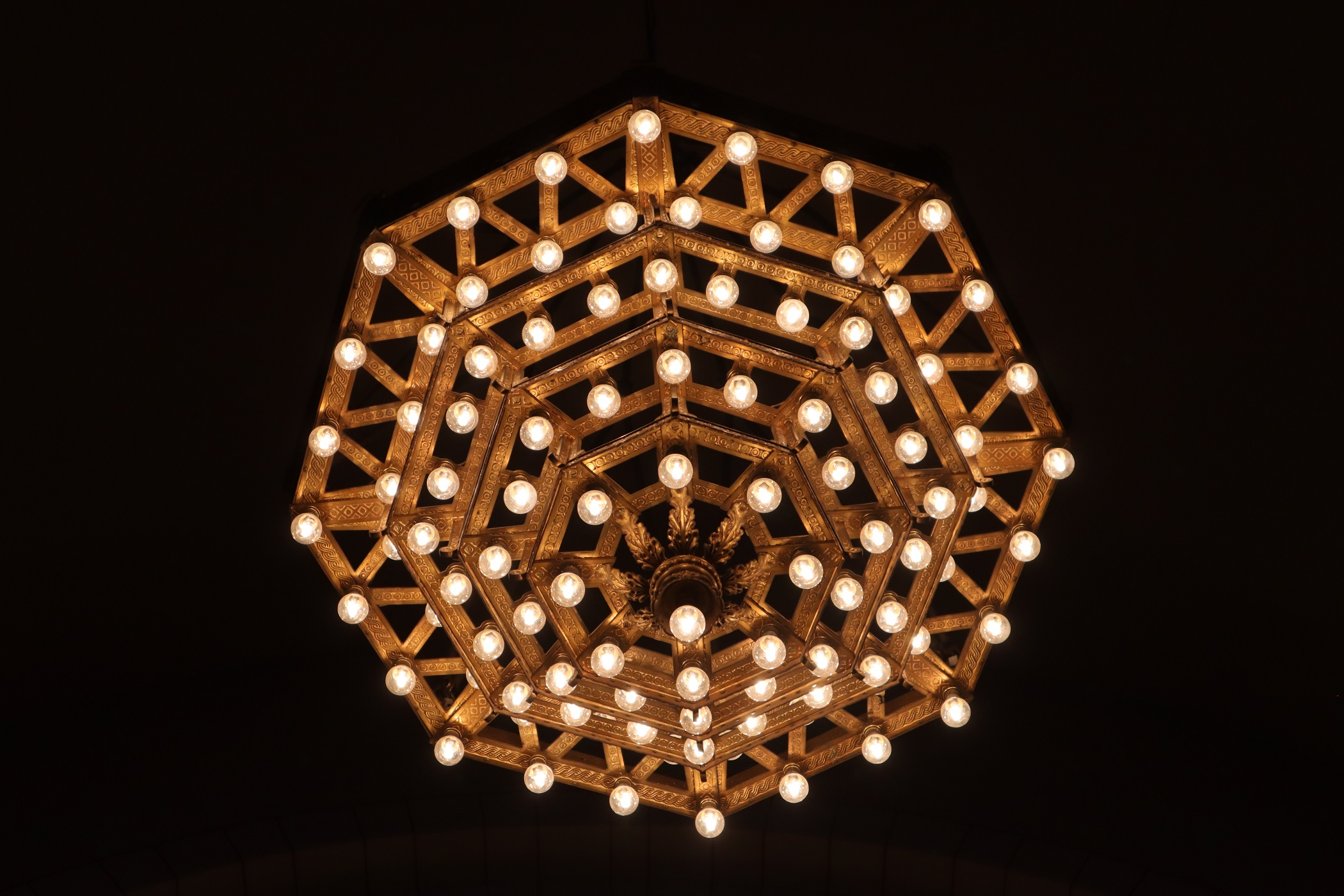
Lustre du chœur.
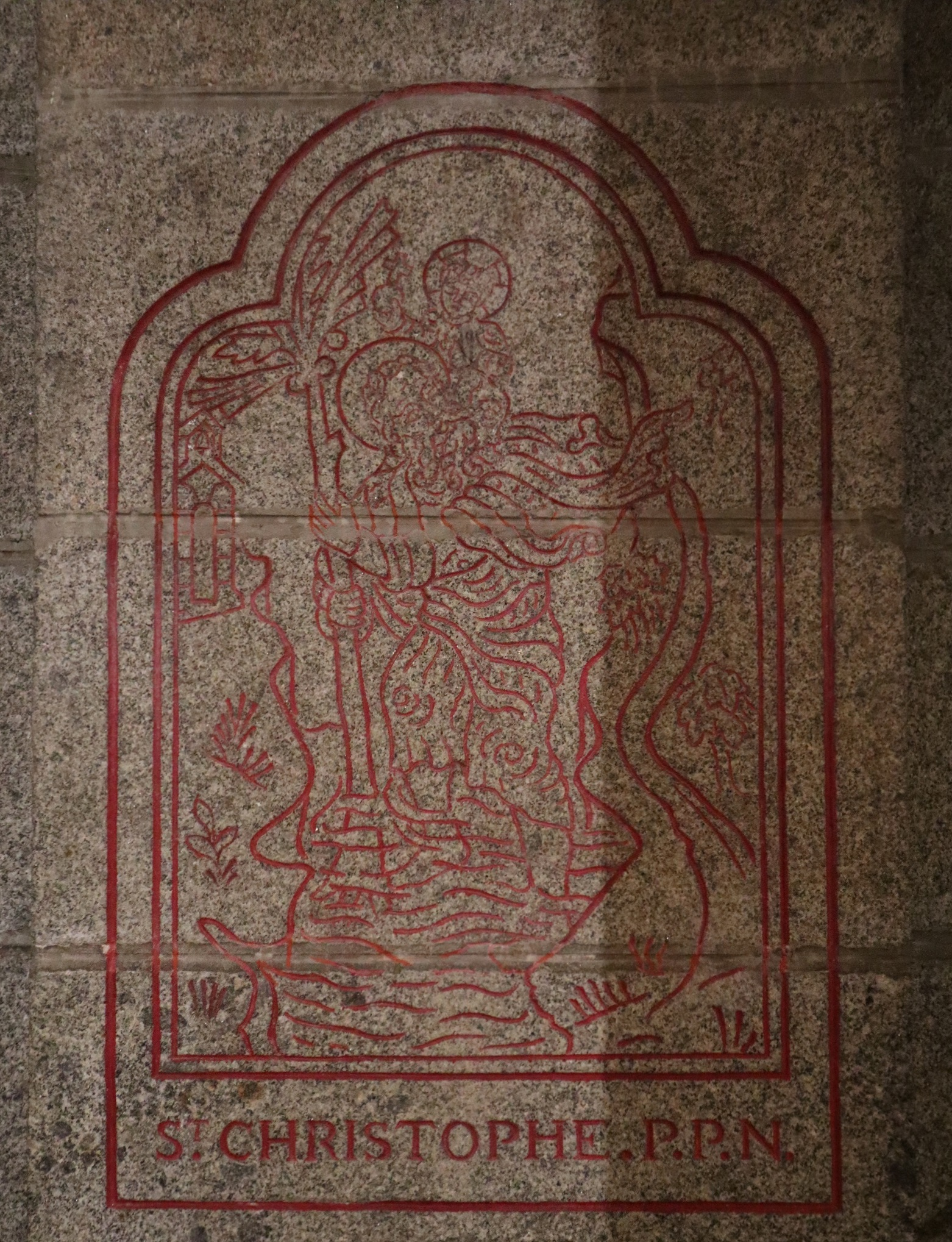
Saint-Christophe.

### Orgue
L'orgue de l'église de Notre-Dame de Bonabry a été livré en 1923 par le facteur d'orgue Georges Gloton, successeur de Louis Debierre. L'instrument, d'esthétique romantique, compte alors 11 jeux. À la suite des bombardements des 6 et 8 juin 1944 qui ont partiellement détruit l'église, il est restauré en 1945 par l'organier nantais. En 1960, le facteur d'orgue rennais Othon Wolf porte l'instrument à 14 jeux, dont 13 réels, lui conférant sa composition actuelle. Entretenu ensuite par le manceau Yves Sévère, l'orgue sera relevé par la suite en 1999 par Nicolas Toussaint
L'instrument occupe la tribune au fond de la nef. Le buffet est séparé en deux corps en bois de chêne perpendiculaires à la nef et encastrés dans les arcades séparant la travée de nef faisant office de narthex et les chapelles édifiées dans le prolongement des collatéraux. Cette disposition évite d'occulter le triplet de façade, seule source d'éclairage de la nef, tout en réservant la tribune pour les chœurs groupés de part et d'autre de la console retournée.
Côté nef, les buffets regroupent en une seule plate-face onze tuyaux sous un arc trilobé et outrepassé porté par deux colonnettes. Ce motif reprend celui de la tribune et du rez-de-chaussée des collatéraux. Chaque ouverture prend appui sur un soubassement orné de trois croix et s'inscrit dans un pignon triangulaire à rampants.
Côté collatéraux, des chanoines, tuyaux factices, sont logés dans une arcade plein-cintre juchée sur un bahut-claustra réitérant le motif ornemental de la rambarde de la tribune.
| I. Grand-Orgue Do1–Sol5 56 notes                            | II. Récit expressif Do1-Sol5 56 notes                                                                     | Pédale Do1–Fa3 30 notes    |
| ----------------------------------------------------------- | --- | -------------------------- |
| Bourdon 16 Montre 8 Bourdon 8 Prestant 4 Plein-Jeu IV rangs | Flûte 8 Salicional 8 Principal italien 4 Nazard 22/3 Doublette 2 Tierce 11/3 Cymbale II rangs Trompette 8 | Soubasse 16 (emprunt G.O.) |

Accessoires :
- Tirasses I et II
- Accouplements II/I en 8 et 4
- Tutti
- Trémolo
- Expression par bascule.

La console est retournée, la transmission pneumatique.

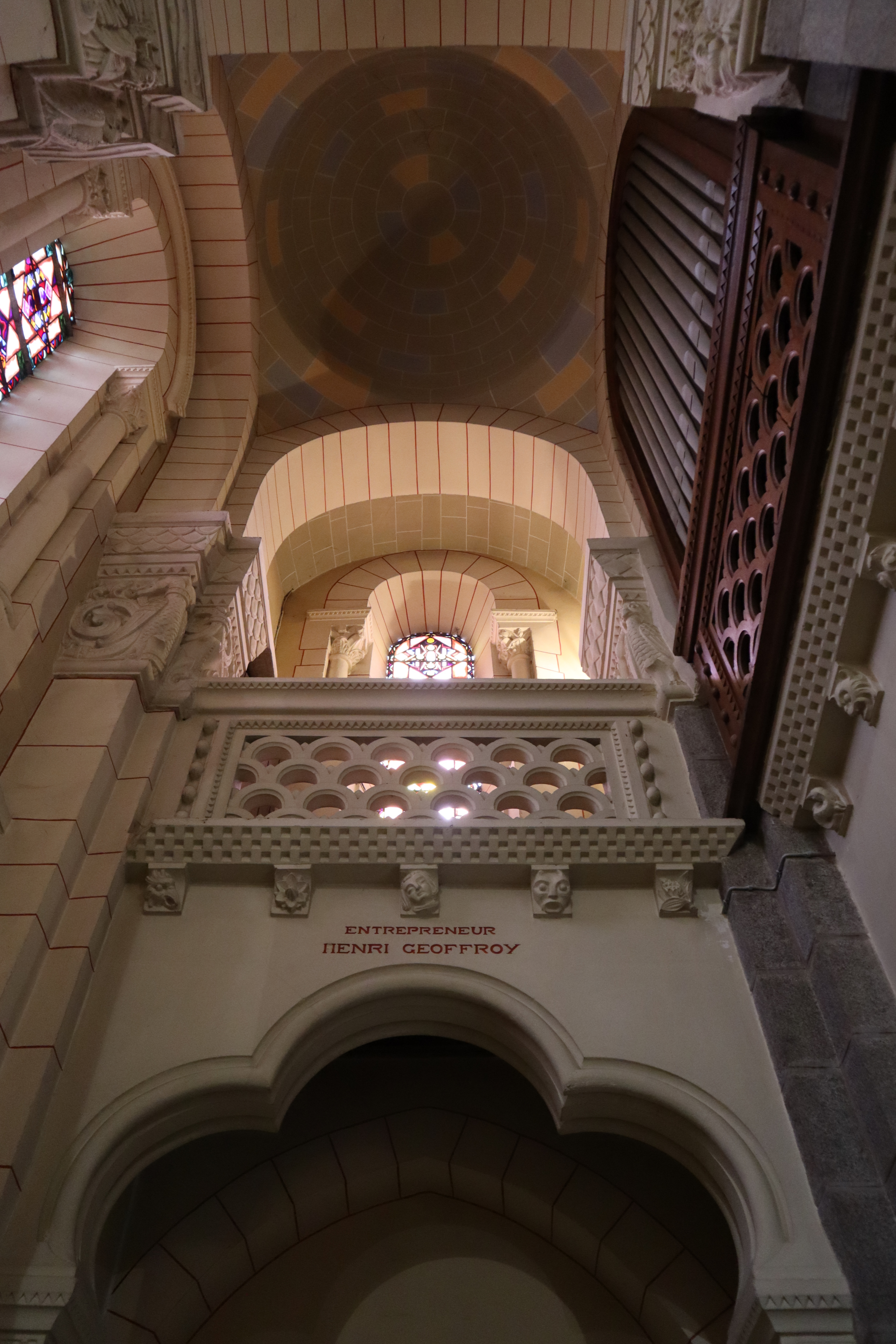
Revers du buffet est.
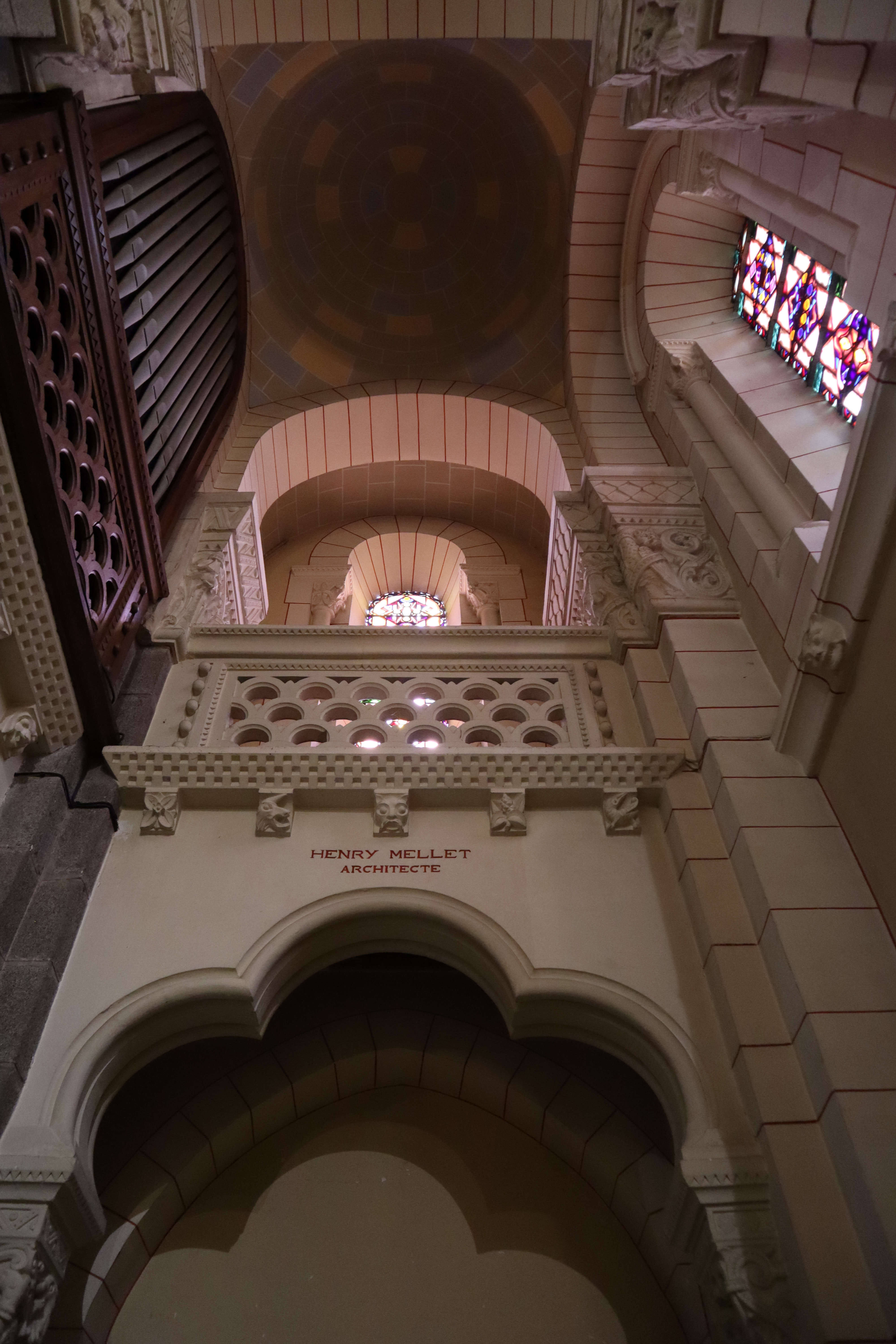
Revers du buffet ouest.